# 内村鑑三
内村 鑑三（うちむら かんぞう、1861年3月23日〈万延2年2月13日〉 - 1930年〈昭和5年〉3月28日）は、日本のキリスト教思想家・文学者・伝道者・聖書学者。福音主義信仰と時事社会批判に基づく日本独自のいわゆる無教会主義を唱えた。『代表的日本人』の著者でもある。

## 生涯

### 幼少期

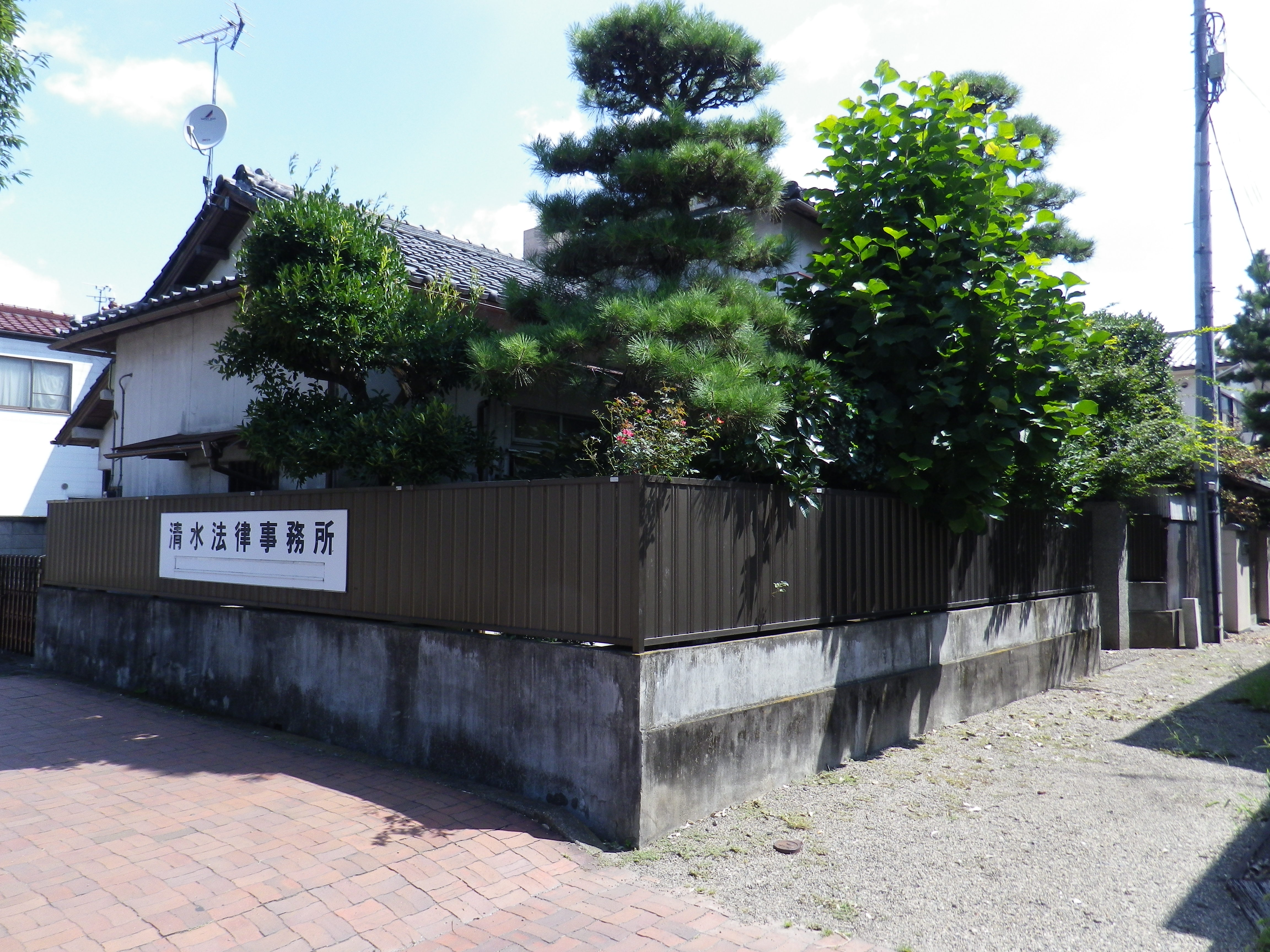
内村鑑三居宅跡

万延2年（1861年）、高崎藩士・内村宜之とヤソの6男1女の長男として江戸小石川の武士長屋に生まれる。三度自己を鑑みるという意味で父が「鑑三」と名付けたと言われる。
慶応2年（1866年）頃、鑑三が5歳の時に、宜之は意見の不一致で高崎に謹慎を命じられ、家族で高崎に移った。幼少期より、父から儒学を学ぶ。
明治4年（1871年）の廃藩置県により、高崎知藩事の大河内輝声は罷免された。父も県小参事を免ぜられ隠居した。高崎で白井という人より手習いを受けた後、大河内輝声の創立した英学校に入り、小泉という教師より初めて英語を教えられ、英語に勤しむようになった。
明治6年（1873年）に単身で上京して、有馬学校英語科に入学した。この時の同級生に後の日本銀行総裁の三島弥太郎がいる。有馬学校で1年学んだ後、東京外国語学校（現東京外国語大学）の下等第四級に編入した。この時の同級生に、末松謙澄、天野為之、佐藤昌介らがいた。後の首相・加藤高明は一級に在籍していた。この学校で教師のM・M・スコットより、グループメソッドという新しい英語教育を受けた。在学中、一年だけ病気のために休学し、杉田玄端から治療を受けた。一年遅れたことにより、新渡戸稲造、宮部金吾と同級になる。この三人は終生にわたって親交を結ぶことになった。その頃初めて英文講読で『旧約聖書』の聖書物語に触れた。

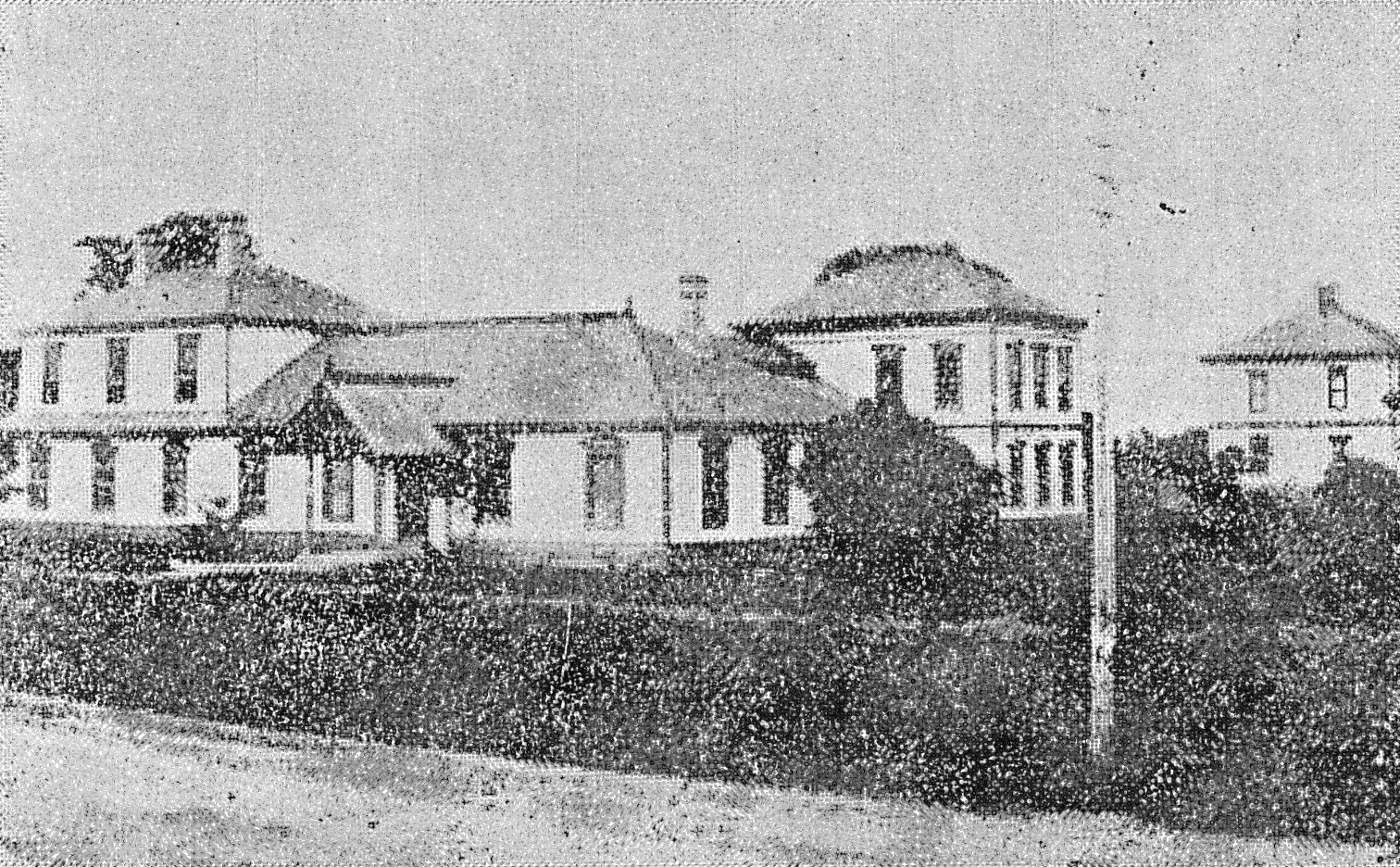
内村鑑三らが第三学年の時の札幌農学校の校舎、一番手前が寄宿舎

### 札幌農学校時代

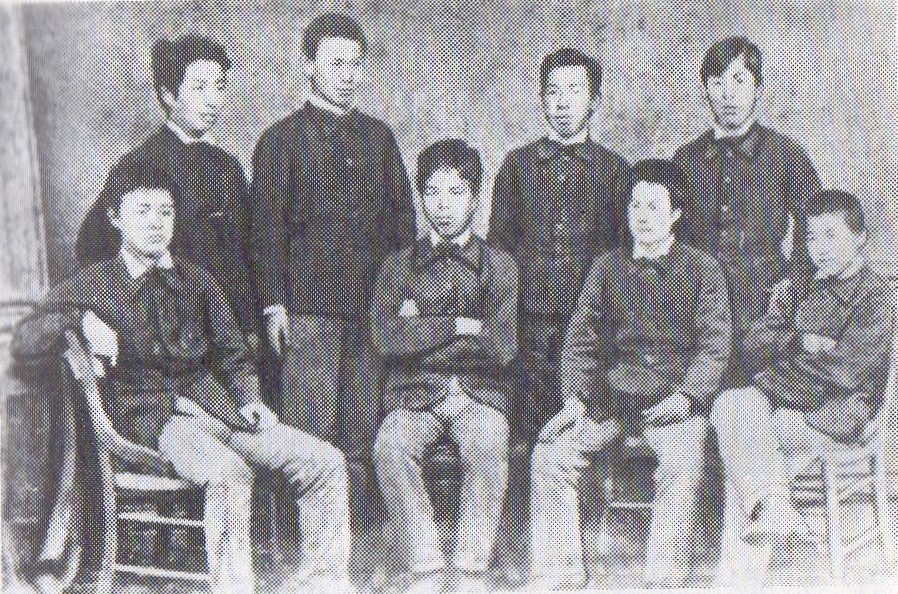
札幌農学校の入学直後の、内村、新渡戸、宮部など二期生たち

明治10年（1877年）4月に東京英語学校は東京大学予備門と改称されて、東京英語学校を修了すれば東京大学への進学が認められることになった。しかし、内村が入学して3年後の明治9年（1876年）、北海道開拓に携わる技術者を養成する目的で札幌農学校（現在の北海道大学）が創立された。内村は、北海道開拓使の役人の演説と官費生の特典に心を動かされて、経済上の理由もあり、札幌農学校への入学を決意する。
札幌へ旅立つ前に、東京の芝で1ヶ月の合宿をした。その時、東京大学予備門時代の同級・新渡戸稲造、宮部金吾、岩崎行親らと立行社というグループを結成した。

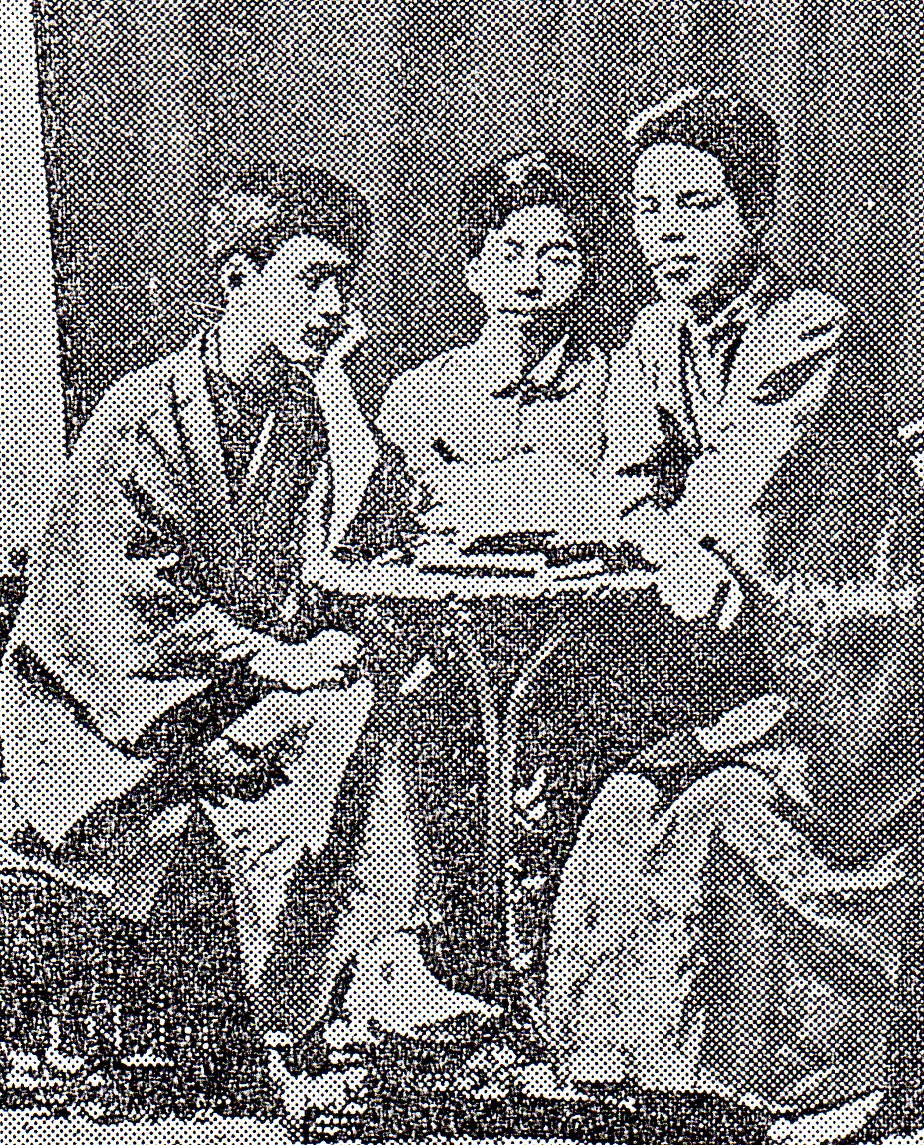
新渡戸稲造、宮部金吾と共に札幌農学校時代

内村ら第二期生が入学する前までに、農学校に教頭として在校していたウィリアム・スミス・クラークら、いわゆるお雇い外国人の強い感化力によって第一期生は既にキリスト教に改宗していた。初めはキリスト教への改宗を迫る上級生に反抗していた内村も、新渡戸稲造と宮部金吾が署名したことがきっかけで、ついにほとんど強制的に立行社の岩崎行親と同じ日に「イエスを信ずる者の契約」なる文書に署名させられる。内村はヨナタンというクリスチャンネームを自ら付けた。当時札幌には教会がなかったので、彼らは牧師の役を交代で務めた。そうして毎日曜日の礼拝を学内で開き、水曜日には祈祷会を開いていた。改宗することによって、若い内村は神社を見るたびに頭を下げずに済むようになったことを喜んだ。
明治11年（1878年）6月2日には、アメリカ・メソジスト教会のM.C.ハリスから洗礼を受ける。洗礼を受けた若いキリスト者達は、日曜日には自分達で集会（「小さな教会」と内村は呼ぶ）を開き、幼いながらも真摯な気持ちで信仰と取り組んだ。そして、メソジスト教会から独立した自分達の教会を持つことを目標とするようになる。その学生の集団を札幌バンドという。

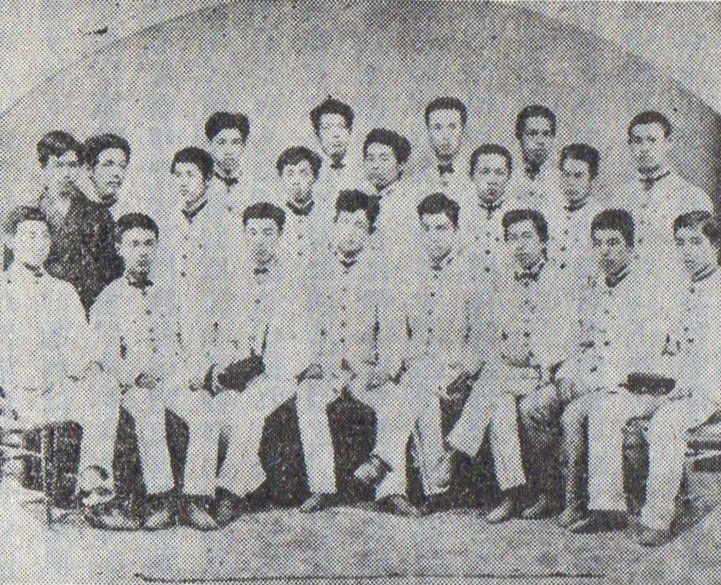
札幌農学校の札幌バンドの青年たち

在学中、内村は水産学を専攻し明治14年（1881年）7月、札幌農学校を農学士として首席で卒業した。卒業の際、新渡戸、宮部、内村の3人は札幌の公園で将来を二つのJのために捧げることを誓い合った。卒業後、宮部は札幌農学校で教鞭を取るために東京大学に行き、新渡戸も農学校で教鞭を取ることになったが、内村は北海道開拓使民事局勧業課に勤め、水産を担当した。勤務の傍ら、札幌に教会を立て、それを独立させることに奔走した。翌年に南2条西6丁目の古い家屋を購入して、札幌基督教会（札幌独立キリスト教会）を創立する。また、明治14年（1881年）10月に結成された札幌YMCAの副会長になった。

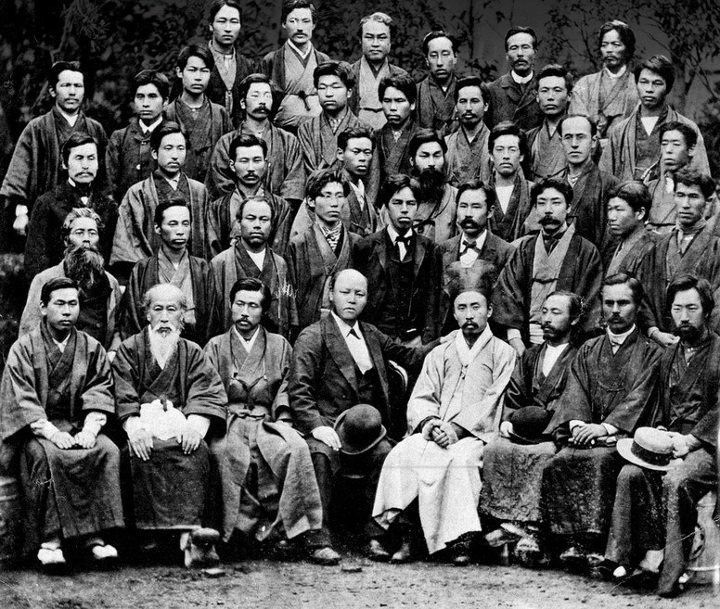
1883年 弟三回全国基督信徒大親睦会。前から2列目左から5人目が内村鑑三、隣は新島襄。

明治15年（1882年）に開拓使が廃止されると、札幌県御用係になり、漁業調査と水産学の研究を行った。ほどなく伝道者になるために県に辞職願を提出した。同年6月に辞職願は受理された。その後、津田仙の学農社農学校の教師になり、12月からは農商務省の役人として水産課に勤務し「日本産魚類目録」作成に従事した。同月の第三回全国キリスト信徒親睦会には、札幌教会代表で有名な演説を行った。

### 最初の結婚・離婚
明治16年（1883年）夏に安中教会を訪問した時に知り合った浅田タケと、両親の反対を押し切って明治17年（1884年）3月28日に結婚した。しかし、半年後には破局して離婚した。原因はタケの異性関係の疑惑とも言われている。

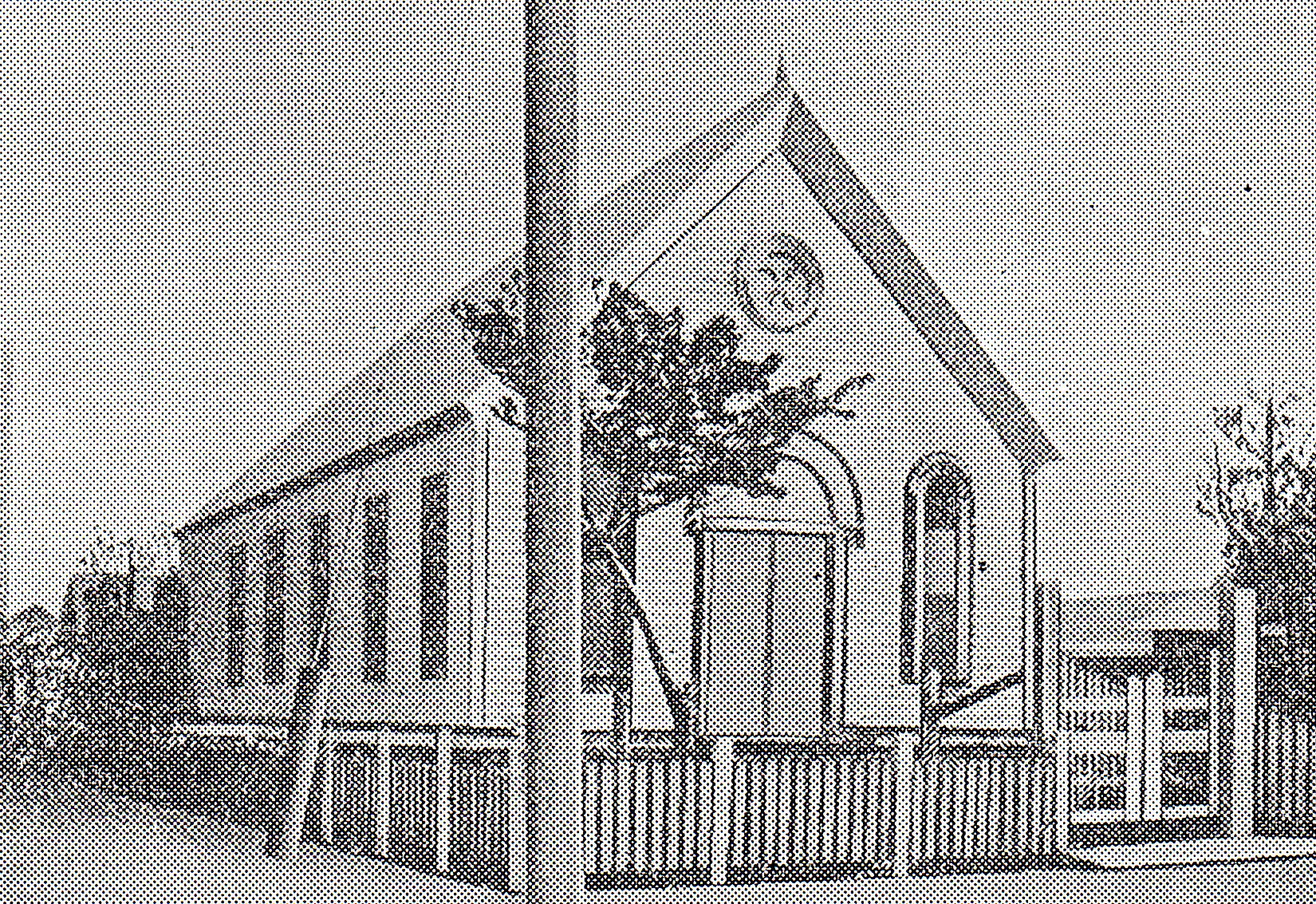
内村と藤田九三郎の設計により1883年に竣工した札幌独立教会

### アメリカ留学時代
浅田タケとの結婚が破局した後、両親と友人の勧めにしたがって、明治17年（1884年）に私費でアメリカに渡り、11月24日にサンフランシスコに到着する。拝金主義、人種差別の流布したキリスト教国の現実を知って幻滅する。渡米後に何のあても持っていなかった内村は、メリマン・ハリスの妻によりミデヤの叔父の家を紹介された。ペンシルベニア州フィラデルフィア郊外のエルウィンの養護施設を尋ねた時に、医師である院長のI.N.カーリンと出会い、そこの知的障害児養護学校で看護人として勤務することになる。
1885年（明治18年）6月にカーリンはワシントンD.C.の全米慈善矯正会議に出席する際に内村を同行した。ワシントンで大統領グロバー・クリーブランドに面会している。ワシントン滞在中に終生の友である、D・C・ベルと出会った。
この時期、札幌農学校同期の新渡戸稲造もまた、佐伯理一郎とともにフィラデルフィア近郊の親日的クエーカー教徒のウィスター・モリスと親交を持つ。
この頃、日本にいた浅田タケは4月15日、女児ノブを出産した。タケはそのことで手紙で復縁を迫った。タケに洗礼を授けた新島襄も内村に説得したがきっぱりと断った。

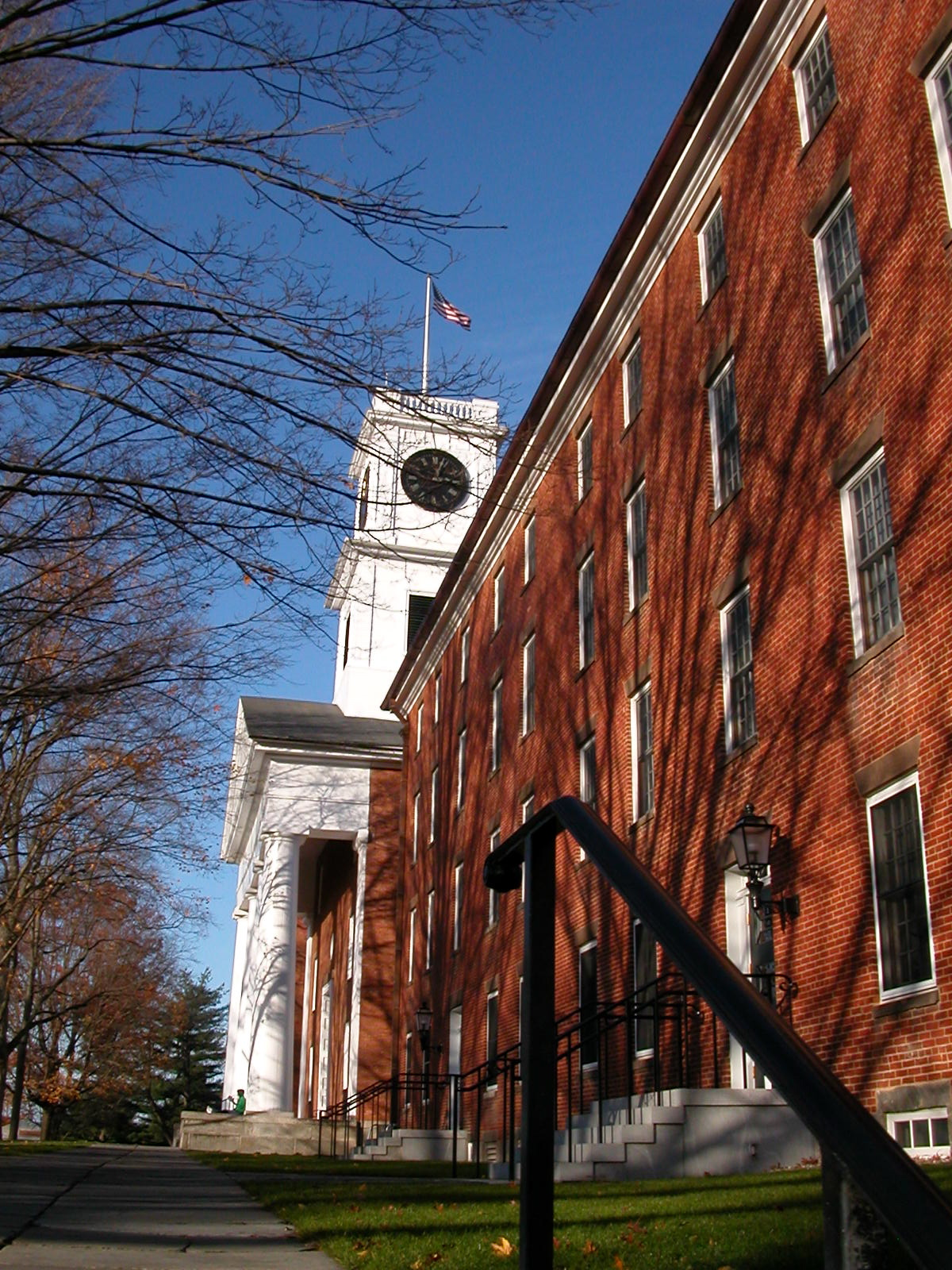
現在のアマースト大学

内村はペンシルベニア大学で医学と生物学を学び医者になる道を考えていた。カーリンの妻はユニテリアンでハーヴァード大学で学ぶことを勧めたが、米国滞在中の新島襄の勧めで、9月に新島の母校でもあるマサチューセッツ州アマーストのアマースト大学に選科生として3年に編入し、新島の恩師J・H・シーリーの下で伝道者になる道を選んだ。

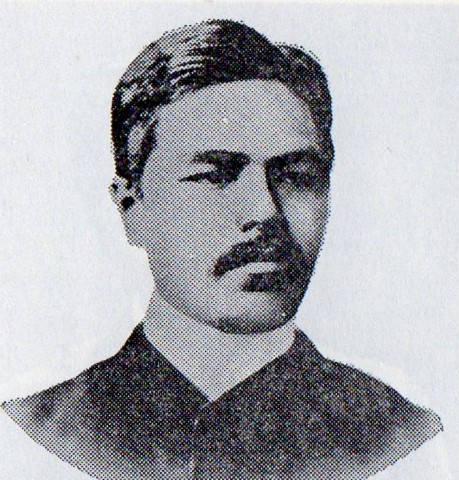
アマースト大学最終学年の内村鑑三(1887年)

在学中、アマースト大学の総長であり牧師でもあるシーリーによる感化を受け、宗教的回心を経験した。1887年（明治20年）に同大学を卒業し、Bachelor of Science（理学士）の学位を受ける。続けてシーリーの勧めで、コネチカット州のハートフォード神学校に入学するが、神学教育に失望し、1888年（明治21年）1月まで学業を続けたが退学。神学の学位は得ないまま、5月に帰国。

### 教員時代
在米中に新潟県の北越学館への教頭としての招聘が一度あったが内村は断り、帰国後に新島襄の仲介で契約が成立し、明治21年（1888年）6月6日に館主・加藤勝弥と約定書を交わした。新島によると独立心の強い内村は新潟行きに難色を示していたが、親しい友人には教頭就任の喜びを書き送っていた。新潟赴任後成瀬仁蔵ら同校の発起人幹部と対立し、正教頭ではなく、仮教頭とされた。北越学館ではエレミヤ書を講義し、土曜日には講演会を開き、ルターについて講義した。就任一ヶ月後に、宣教師の運営方針に反発する見解を表明、宣教師たちも内村の下で働くことを拒否し辞職を通告して、学生を巻き込んでの学館紛争になった。調停のために、新島襄は横井時雄を派遣するが効果はなく、成瀬は内村と激しく対立して、意見書を著し辞職を迫った。紛糾中、成瀬は「内村は他人と事業の出来ぬ人」と新島襄が語ったと聞き、最終的に同校発起人を辞任、内村も赴任後わずか4ヶ月で辞職した。
戦いに敗れて東京に戻った内村は植村正久の一番町教会（現、日本基督教団富士見町教会）で説教したり、東洋英和学校、明治女学校、水産伝習所（現：東京海洋大学）などで教鞭を執る。東洋英和学校では山路愛山が内村の「万国史」の教えを受けた。明治22年（1889年）7月31日に旧高崎藩士の横浜恕の娘・かずと結婚した。

### 不敬事件

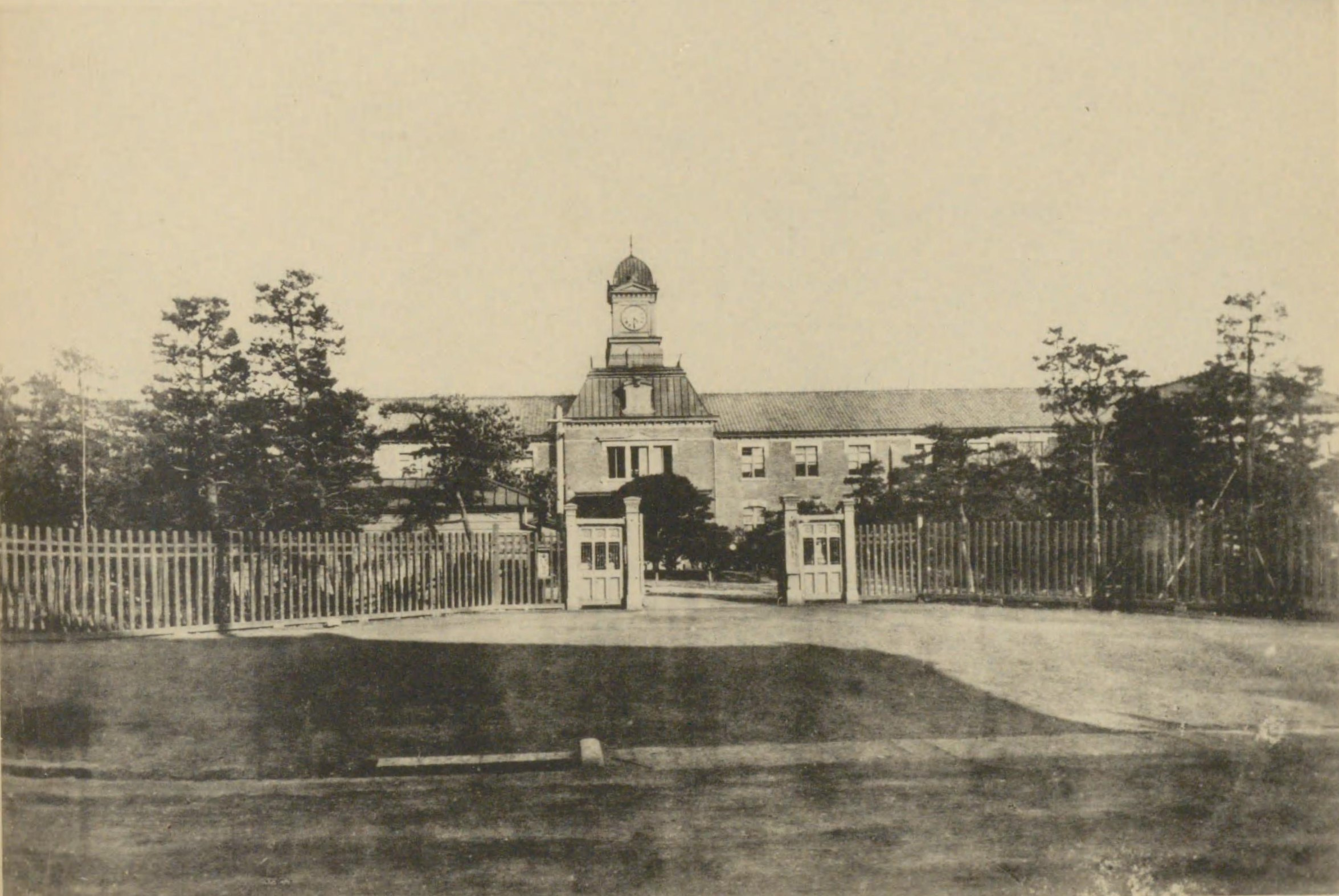
第一高等中学校(1894年に旧制第一高等学校へ改名）本館

明治23年（1890年）から、植村正久の一番町教会の長老・木村駿吉の推薦により、第一高等中学校(現・東京大学教養学部、千葉大学医学部、薬学部)の嘱託教員となった。

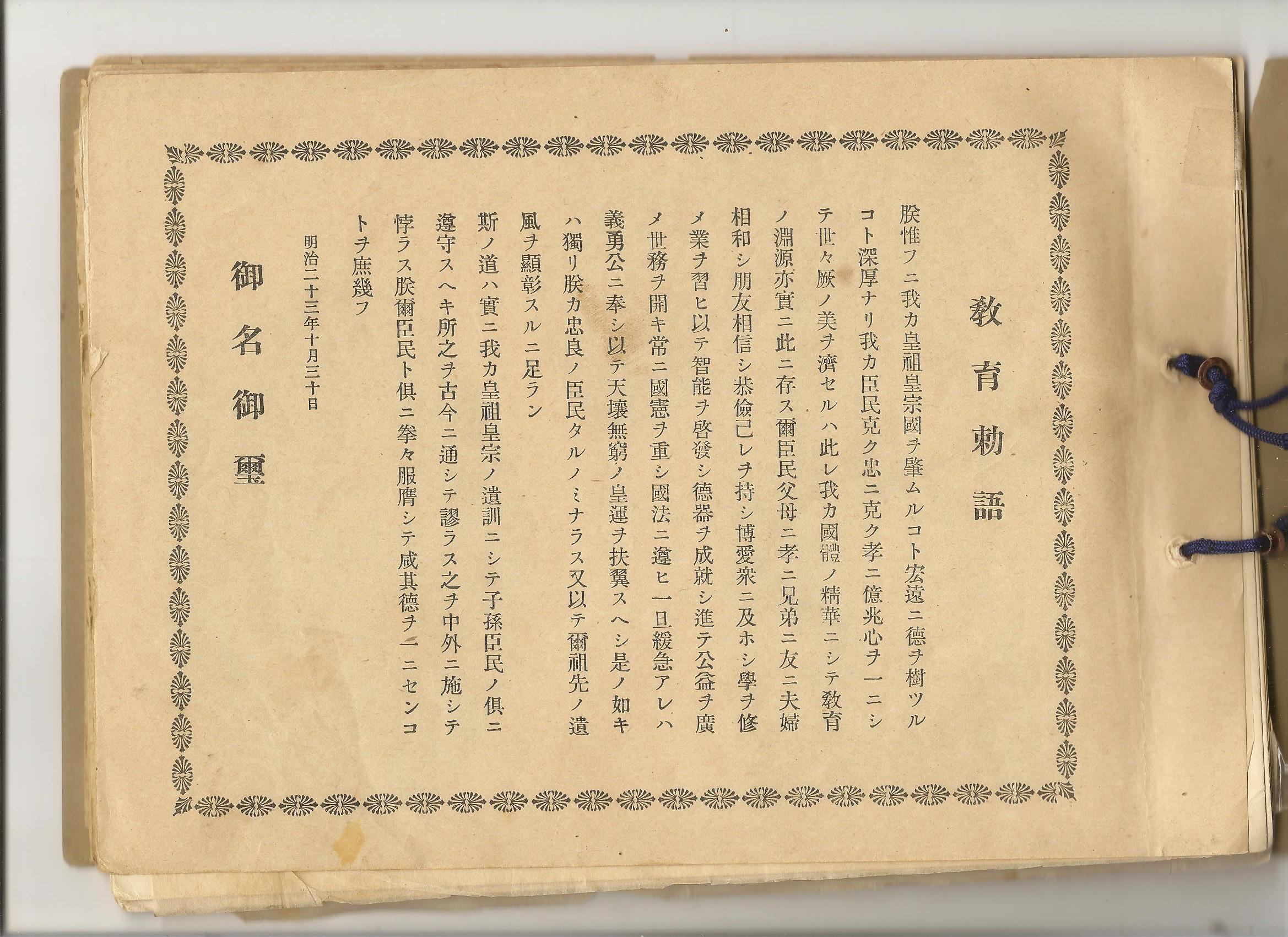
教育敕語

明治24年（1891年）1月9日、講堂で挙行された教育勅語奉読式において、教員と生徒は順番に教育勅語の前に進み出て、明治天皇の親筆の署名に対して、「奉拝」することが求められた。内村は舎監という教頭に次ぐ地位のため、「奉拝」は三番目だったが、最敬礼をせずに降壇した。このことが同僚・生徒などによって非難され社会問題化する。敬礼を行なわなかったのではなく、最敬礼をしなかっただけなのだが、それが不敬事件とされた。
事態の悪化に驚いた木下広次校長は、敬礼は信仰とは別の問題であると述べて、改めて内村に敬礼を依頼した。内村はそれに同意したが、悪性の流感にかかっており本人が行けなかったので、代わりに木村駿吉が行った。しかし、マスコミがこの事件を大きく取り上げ、「内村鑑三の不敬事件」として全国に喧伝した。そうして、事件はキリスト教と国体の問題へ進展した。
内村は悪性の流感により病床にあり、意識不明の状態だったが、2月に本人に知らない間に、内村の名前で弁明書が数紙に掲載されたり、1月31日には本人の名前で辞職願いが出されて、2月3日付けで依願解嘱された。これがいわゆる「内村鑑三不敬事件」あるいは「第一高等中学校不敬事件」である。

### 加寿子の死

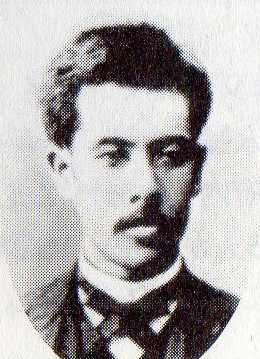
不敬事件の直後、内村を支えた横井時雄

妻かずは、夫に代わって抗議者を引き受けたが、流感で倒れてしまった。かずは2ヶ月の病臥の後に、4月19日に死去した。
不敬事件と伴侶の死で憔悴しきった内村は札幌に行き、新渡戸稲造と宮部金吾の元で1ヶ月すごした後、帰京した。そして、本郷教会の横井時雄が内村を支え、教会でエレミヤ書の講義をさせたり、『基督教新聞』に執筆の場を与えたりした。明治25年（1892年）1月より、横井時雄の世話で、日本組合基督教会の京橋の講義所の説教者になった。その後、組合教会の総会にも出席している。不敬事件で教員の道を閉ざされた内村は伝道者の道を本格的に歩み始めた。同年の夏に、千葉県君津郡竹岡村に滞在した。一ヶ月間熱心に伝道して、8月25日に天羽キリスト教会（竹岡美以教会）が設立されることになった。
千葉から帰るとすぐに、泰西学館、高等英学校（現：桃山学院高等学校）、熊本英学校、名古屋英和学校（現：名古屋高等学校）と教壇に立ち、一時期は京都にも住んだ。

### 静子との再婚

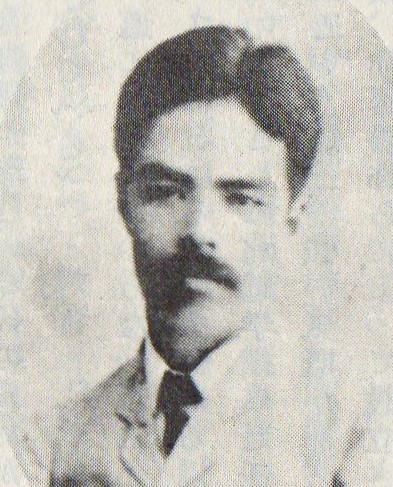
『基督信徒の慰』刊行の頃の内村鑑三(1893年)

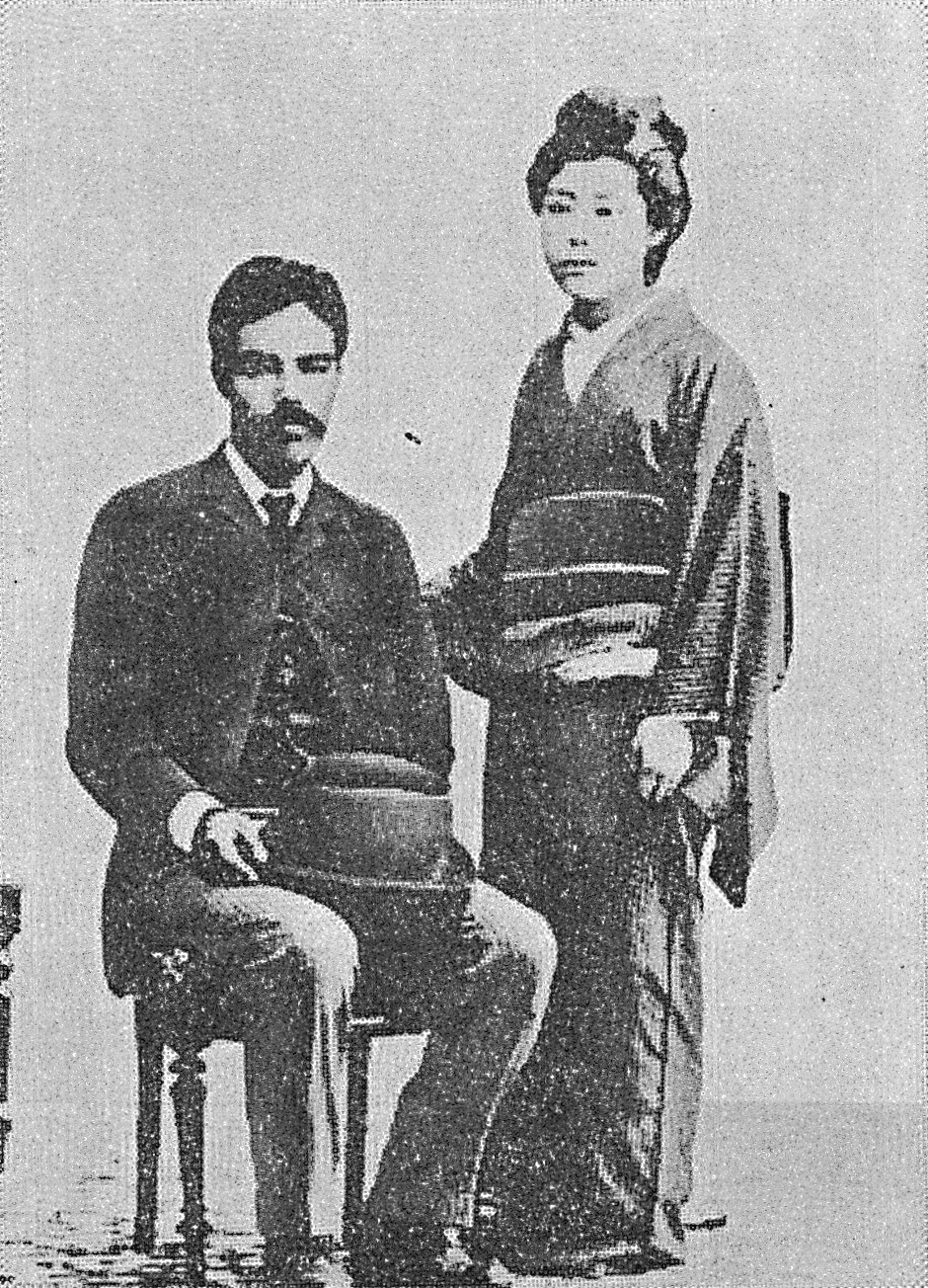
熊本英学校時代の内村と妻静子(1893年)

明治25年（1892年）のクリスマスに京都の旧岡崎藩士で判事の岡田透の娘・静子と結婚した。この頃、帝国大学文科大学教授の井上哲次郎によって「不敬事件」の論争が再燃した。明治26年（1893年）になると、井上の所論をめぐりキリスト教会はもとより、仏教界、思想界、学会、教育界、ジャーナリズム界で大論争が巻き起こった。内村は井上の記す「不敬事件」に事実誤認を指摘して反論したが、国家主義的な時流により、世論は井上に味方した。
この流浪・窮乏の時代とも呼べる時期に、内村は、『基督信徒の慰』、『求安録』、『余は如何にして基督信徒となりし乎』（ How I Became a Christian） を初め、多くの著作・論説を発表した。
明治26年（1893年）4月に熊本英学校の教師として赴任し7月まで務め、その後は京都に住んだ。京都に帰る途中で、須磨で開かれたキリスト教青年会第6回夏季学校に講師として出席した。横井時雄と共に講演し、内村は日本教会論を語った。この論は、翌年2月に発行された『基督信徒の慰』にも記されている。
京都では、便利堂の中村弥左衛門と弥二郎が経済的に内村を支えた。明治27年（1894年）の箱根でのキリスト教青年会第7回夏季学校では「後世への最大遺物」を行う。これが、便利堂によって明治30年（1897年）に刊行されている。森敦はこの本を非常に愛読していたという。
不遇だった京都時代を助けたのは徳富蘇峰だった。蘇峰のおかげで、『国民之友』に文を発表し生活を支え、文名を上げることができた。『国民之友』の編集の国木田独歩も、内村に感銘を受けた一人である。国木田は、明治29年（1896年）に妻を亡くした際アメリカ行きを思い立ち、内村に手紙で相談している。

### 新聞記者時代

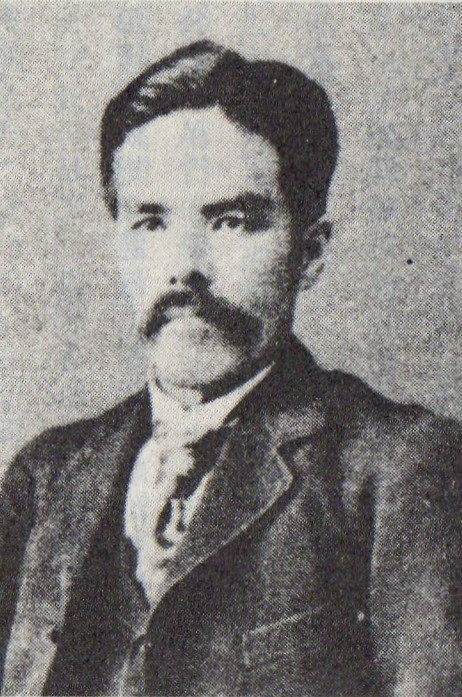
『万朝報』英文欄主筆の頃の内村鑑三(1897年)

明治30年（1897年）に黒岩涙香が名古屋にいる内村を訪ねて朝報社への入社を懇請した。内村はためらいつつも黒岩の説得に答えて朝報社に入社した。同社発行の新聞『萬朝報』英文欄主筆となった。一高時代の教え子山県五十雄らと共に、通算二百数十篇の文章を書いた。この文章は外国人系新聞からマークされ、松井広吉ら日本人にも愛読された。同年3月16日には、英文欄にて足尾銅山の鉱毒問題を取り上げた。
翌明治31年（1898年）5月22日には黒岩の熱心な慰留にもかかわらず朝報社を退社した。そして、同年6月10日より、山県悌三郎を社主として、『東京独立雑誌』を創刊し主筆となりジャーナリストとして独立した。坂井義三郎、佐藤迷羊、西川光二郎、佐伯好郎、中村諦梁らが編集者になり、大島正健、松村介石、留岡幸助、元田作之進、田岡嶺雲、山県五十雄、駒井権之助らが寄稿した。内村の論評に対して、高山樗牛が雑誌『太陽』で公開質問状を発表した。
明治32年（1899年）6月、女子独立学校の校長に就任したことで、角筈の敷地内に居を移し、東京独立雑誌の発行所も角筈に移った。しかし、明治33年（1900年）7月5日に内村の問題により突如、廃刊されることになり、同社は解散した。その後旧社員は『東京評論』を創刊して、深刻な敵対関係になった。

### 『聖書之研究』時代

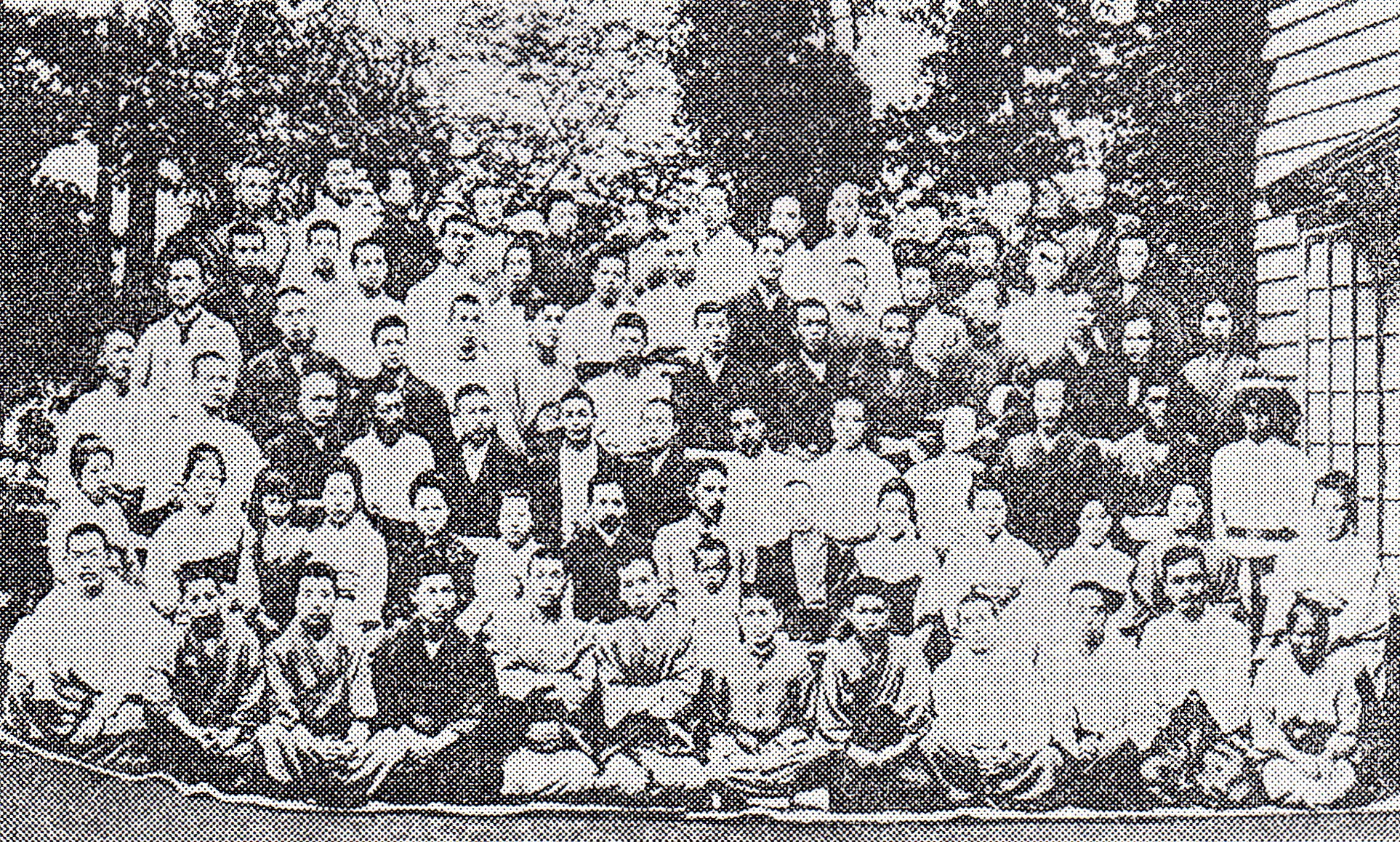
角筈で行われた第三回夏期講談会の集合写真、前から二列目中央が内村鑑三（1902年夏)

『東京独立雑誌』の廃刊直後に、すでに誌上で参加募集していた第一回夏期講談会を、旧社員らの反対にもかかわらず、自分の責任により独立女子学校で行った。内村を始め、留岡幸助、松村介石、大島正健らが講師になった。小山内薫、青山士、荻原碌山、井口喜源治、西沢勇志智、倉橋惣三、武藤長蔵、森本慶三、小林洋吉らが参加した。参加者により、上田や小諸に独立倶楽部が結成されると、各地で伝道を始めた。内村は8月に群馬県を訪れて、上田を拠点にキリスト教の伝道活動をしようとしたが断念し、同年10月より、日本で最初の聖書雑誌である『聖書之研究』を創刊した。聖書之研究は内村の死まで続けられたライフワークになった。聖書之研究を創刊する一ヶ月前9月より、生活のために万朝報の客員として復帰し、今度は日本語の文章を寄稿した。『聖書之研究』創刊号で生徒を募集して10月に聖書研究所を発足させる。この時期から自宅において聖書の講義を始め、志賀直哉や小山内薫らが聴講に訪れる。それらは、25人定員の角筈聖書研究会になる。その中の、熱心な12名は角筈12人組と呼ばれた。明治34年（1901年）3月には『聖書之研究』の読者の交通機関を目的に月刊の『無教会』を発刊した。

### 足尾銅山鉱毒問題

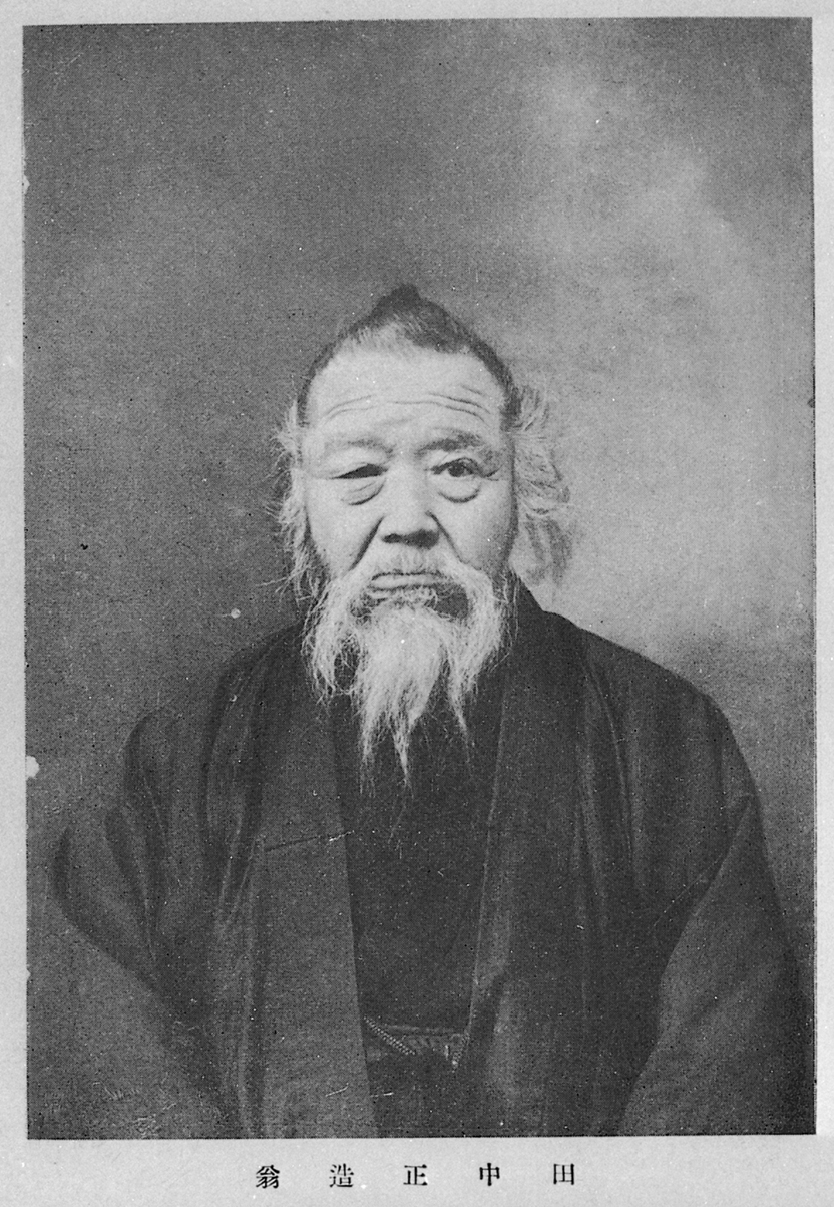
足尾銅山鉱毒問題の運動の中心人物田中正造

明治34年（1901年）4月21日に、栃木県足利の友愛義団に招かれて、巌本善治、木下尚江と共に講演した。翌日4月22日に、木下尚江と共に、初めて足尾を訪れた。足尾の鉱毒の被害の激しさを知って驚いた内村は、帰京すると『万朝報』に記事を書いた。これが、『鉱毒地遊記』である。その中で、鉱毒問題の原因を経営者・古河市兵衛の起こした人災であると言った。
5月21日には、東京神田の東京キリスト教青年会会館で津田仙を座長にして足尾鉱毒問題の『同情者』の会が開かれ、田中正造が説明をした。その結果、鉱毒調査有志会が結成され内村と巌本善治が調査員に選ばれた。6月21日より、有志会の調査が、内村を主査、田中正造を案内役として始まった。そして、11月に調査会の第一回報告が内村、巌本善治、田中弘之、高木政勝の連名で出された。

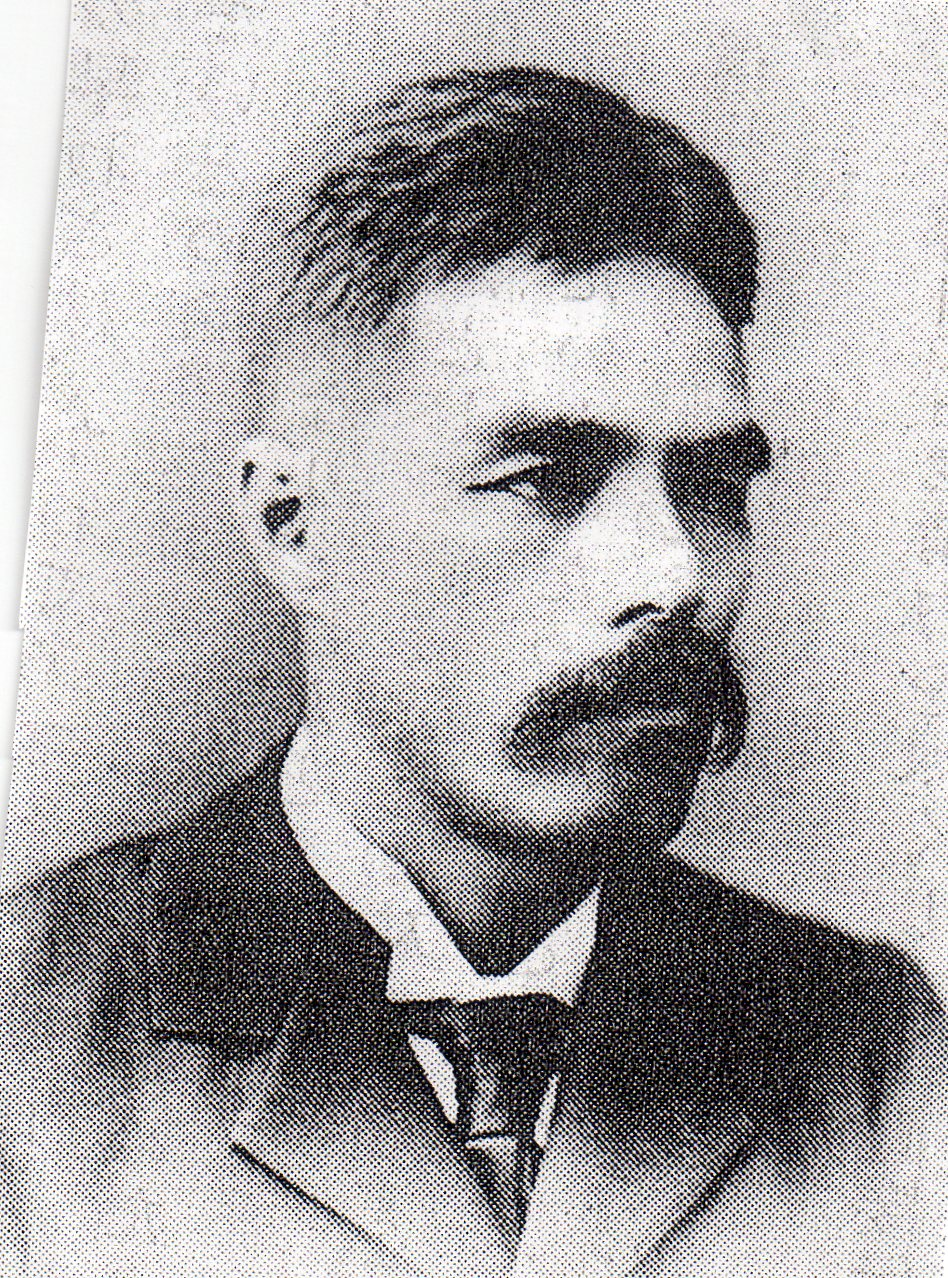
札幌を訪れた内村鑑三(1901年10月)

また、7月20日に内村は黒岩涙香、堺利彦、幸徳秋水、天城安政、円城寺清、斯波貞吉、山県五十雄らが発起人なり社会改良を目的とする理想団を結成した。夏には、第二回夏期講談会が開かれ、巌本善治が講師になり、小山内薫、志賀直哉、倉橋惣三、浅野猶三郎、斎藤宗次郎に加えて、足尾鉱毒被害地の田中正造の片腕の永島与八らが出席した。
11月1日には東京キリスト教青年会館で足尾鉱毒演説会に、内村は巌本善治、安部磯雄、木下尚江、島田三郎と共に出席した。内村は、鉱毒問題が色慾問題であることを説いた。11月29日には桐生教会の訪問途中で佐野駅で降りて、被害地を再び訪問する。12月10日には田中正造の明治天皇直訴事件が起こり、そのような中で12月12日に再び東京キリスト教青年会館で巌本、黒岩、幸徳伝次郎（秋水）、佐治実然、三宅雄二郎らと足尾鉱毒演説会を開いた。内村は古河市兵衛にポーコを加えよと叫んだ。12月27日には、田村直臣を委員長、安部磯雄を監督委員として、約800人の学生によって鉱毒被害視察旅行が行われ、内村、木下らも同行した。
しかし、明治35年（1902年）になると、4月2日の鉱毒問題解決演説会に出席した以外は、運動への参加が消極的になり、聖書研究へ沈潜していくことになる。3月10日の理想団晩餐会の席上でも、社会の改良法をめぐり、「内村が個人、安倍が社会と個人」と発言し、安倍磯雄との違いを述べた。

### 非戦論

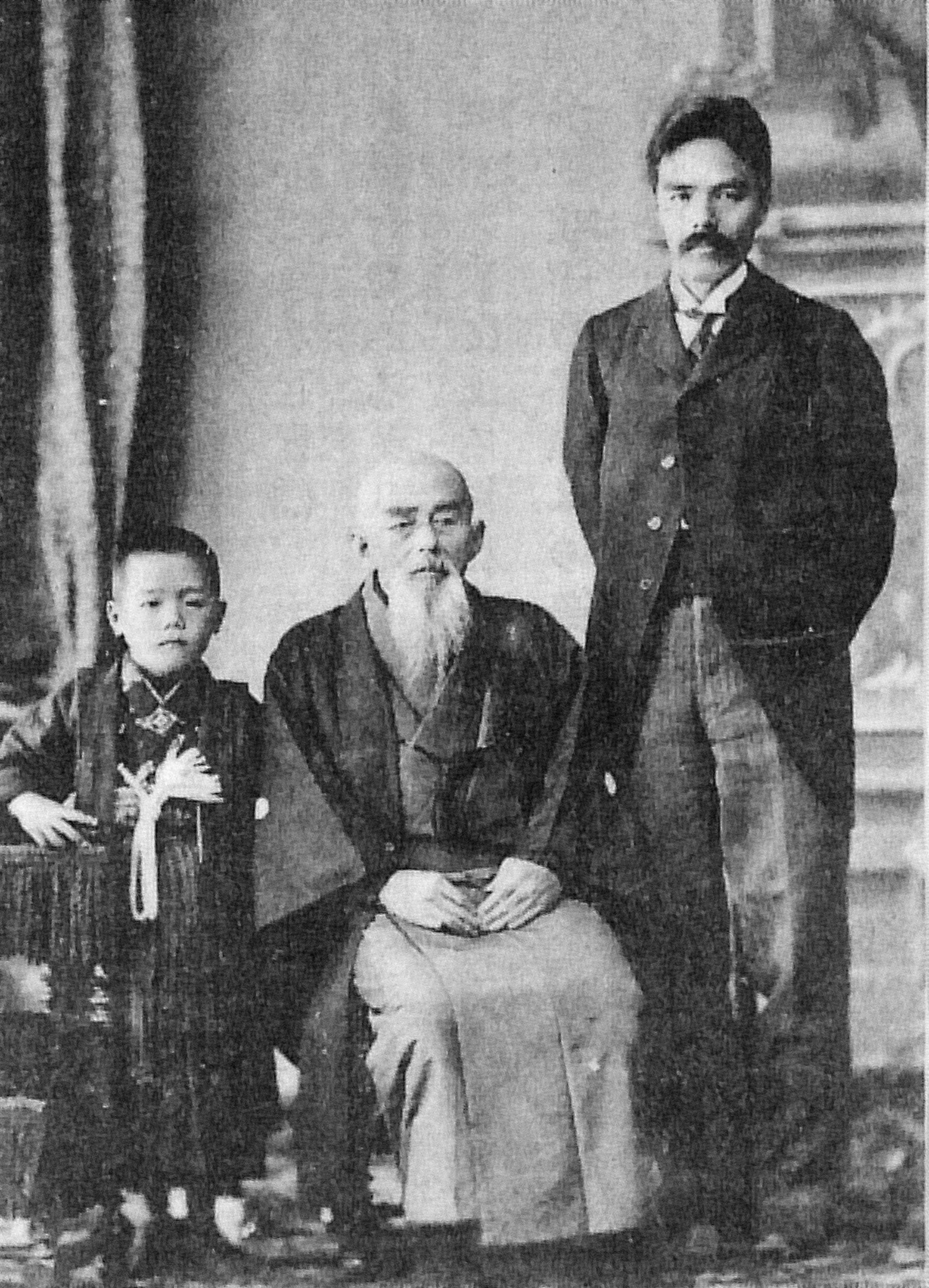
日露戦争中の内村の父宜之と息子祐之(1905年1月)

日清戦争は支持していた内村だったが、その戦争が内外にもたらした影響を痛感して平和主義に傾き、日露戦争開戦前にはキリスト者の立場から非戦論を主張するようになる。6月24日に東京帝国大学の戸水寛人ら7人の教授が開戦を唱える建議書を提出し、それが公表されると、同月6月に『戦争廃止論』を萬朝報に発表した。萬朝報も当初は非戦論が社論であったが、明治36年（1903年）10月8日、世論の主戦論への傾きを受けて同紙も主戦論に転じると、内村は幸徳秋水、堺枯川と共に萬朝報を離れることとなった。
萬朝報退社後も、『聖書之研究』を通じて非戦論を掲げていたが、明治37年（1904年）2月には日露開戦にいたった。戦争中は、日本メソジスト教会の本多庸一や日本組合教会の小崎弘道らキリスト教の多数派が主戦論に傾いて積極的に戦争に協力したが、非戦論は内村や柏木義円などのきわめて少数であった。内村はキリスト者の間でも孤立していたものの、明治37年（1904年）のクリスマスを迎えた内村が、クリスマスは平和主義者の日であって「主戦論者はこの日を守る資格を有せず」と述べたことについては、中里介山が内村の言葉に拍手喝采を送り、半年後に『新希望』（『聖書之研究』の改題）に「予が懺悔」という文を寄せている。
なお、戦争反対を強く訴えた内村だったが、彼の元に「徴兵拒否をしたい」と相談に来た青年に対しては、「家族のためにも兵役には行った方がいい」と発言した。弟子の斎藤宗次郎が、内村に影響されて本気で非戦論を唱え、「納税拒否、徴兵忌避も辞せず」との決意をした時には、内村がわざわざ岩手県花巻の斎藤のもとを訪れ、説得して翻意させている。この言動は「キリストが他人の罪のために死の十字架についたのと同じ原理によって戦場に行く」ことを信者に対して求める、無教会平和主義者の教理（「戦争自体に直面したときの無抵抗」）に基づいている。内村は「一人のキリスト教平和主義者の戦場での死は不信仰者の死よりもはるかに価値のある犠牲として神に受け入れられる。神の意志に従わなければ、他人を自分の代りに戦場に向かわせる兵役拒否者は臆病である」と述べて、弟子に兵役を避けないよう呼びかけた。また、「悪が善の行為によってのみ克服されるから、戦争は他人の罪の犠牲として平和主義者が自らの命をささげることによってのみ克服される」と論じた。そして内村は「神は天においてあなたを待っている、あなたの死は無駄ではなかった」という言葉を戦死者の弟子に捧げるとともに、若きキリスト教兵役者へは、個人の救いとしての「身体の復活」と社会の救いとしての「キリストの再臨」の信仰に固く立つよう勧めた。
以上の内村の非戦論思想における、「戦争政策への反対」と「戦争自体に直面したときの無抵抗」という二重表現は、あらゆる暴力と破壊に対する抗議を表明すると同時に、「不義の戦争時において兵役を受容する」という行動原理を明確にした。

### 教友会の結成

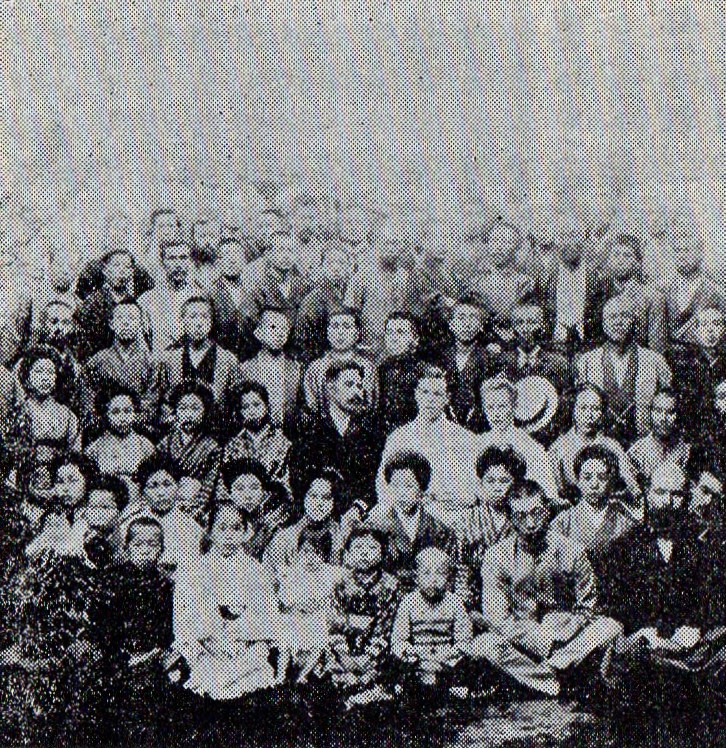
『聖書之研究』第百号記念感謝会(1908年6月)

1904年11月に精神障害を患っていた母親が死去する。すると、弟の達三郎が、母親を死に至らしめたのは内村であると責め始め、母親の葬儀では内村に妨害と侮辱を加えた。この争いは、『東京パック』の北沢楽天の風刺画で取り上げられ、兄弟間の骨肉の争いは世間に知られることになった。
この騒動をきっかけに、内村は自身の肉親よりもキリスト者との交流を求めるようになり、角筈聖書研究会が再開され、聖書之研究の読者組織である教友会の結成を呼びかけるようになった。東京の角筈に最初の教友会が設立され、新潟の柏崎、大鹿、三条、長野県では上田、小諸、東穂高、千葉県では鳴浜、栃木県では宇都宮、岩手県では花巻に結成された。そして明治39年（1906年）の夏には、新潟県柏崎で夏期懇談会を開き、明治40年（1907年）に夏には千葉県鳴浜で同じ懇談会を開催して、全国から教友が参加した。

### 幻の改訳聖書

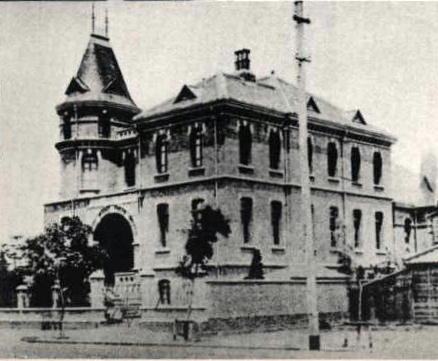
改訳作業を行った東京基督教青年会館

1888年(明治21年)に明治元訳聖書が刊行されてから、改訳を求める声が絶えなかった。そこで、警醒社がスポンサーになり、聖書の改訳を試みた。1905年(明治38年)5月11日東京基督教青年会館で改訳のための最初の会合が開かれ内村に植村正久と小崎弘道を加えた当時のキリスト教界の著名人と、新進気鋭の聖書学者の柏井園を加えた4名が集まった。そして、翌週5月18日から毎週1回の毎週木曜日に集まり明治元訳聖書の改訂作業をすることになった。最初に『ヨハネ伝』から改訳事業を始めた。7月6日には『ヨハネ伝』の3章まで進んだが、内村が業同作業に不満を覚えて、辞意を表明する。翌週7月13日の会合の次から夏休みになる。夏休み明けて9月14日に再開するが、小崎が渡米していたので、日本にいた内村と植村と柏井の3人で会合を持つ。しかし、内村は、11月6日付けで植村に脱退の手紙を送る。翌1月10日に改めて内村は、3人に病気を理由に辞退届を送り事実上改訳会は空中分解した。

### 社会主義批判
また、教友会の結成が進み始めた頃より、内村は社会主義者に距離を置くようになった。明治40年（1907年）2月には『基督教と社会主義』を小型の「角筈パムフレット」として刊行し、キリスト者と社会主義者との差を明確にした。明治41年（1908年）には社会主義者福田英子の聖書研究会への出席を拒絶している。
内村は年を経るごとに、社会主義をさらに明確に批判していくようになり、大正4年（1915年）には、『聖書之研究』にて「社会主義は愛の精神ではない。これは一階級が他の階級に抱く敵愾の精神である。社会主義に由って国と国とは戦はざるに至るべけれども、階級と階級との間の争闘は絶えない。社会主義に由って戦争はその区域を変へるまでである」と主張した。
内村はキリスト者の立場から、他階級への抑圧を繰り返す社会主義の本質的欺瞞を指摘するとともに、後の社会主義思想の退潮を予言する、厳しい批判の言葉を残しているが、これらの言論をロシア革命以前から発していたことは注目に値する。そして内村の社会主義批判の姿勢は、矢内原忠雄ら内村の後継者の一部にも引き継がれることとなった。

### 柏木時代

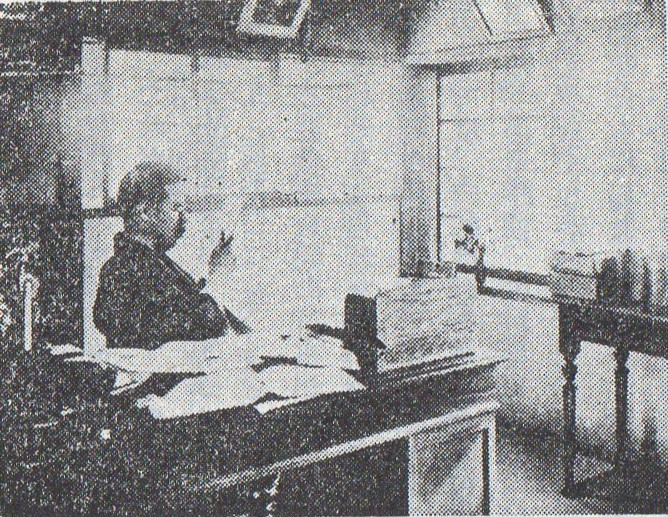
柏木の自宅の書斎での内村鑑三(1912年)

明治40年（1907年）11月、内村一家は角筈から淀橋町の柏木に移った。内村の感化された実業家の今井樟太郎の未亡人ノブの寄付により同年末に内村の活動のための建物を建設し、それが今井館と呼ばれるようになり、無教会主義キリスト教の本拠になった。明治41年（1908年）6月に『聖書之研究』第百号の祝いを兼ねて、今井館の開会式を行った。

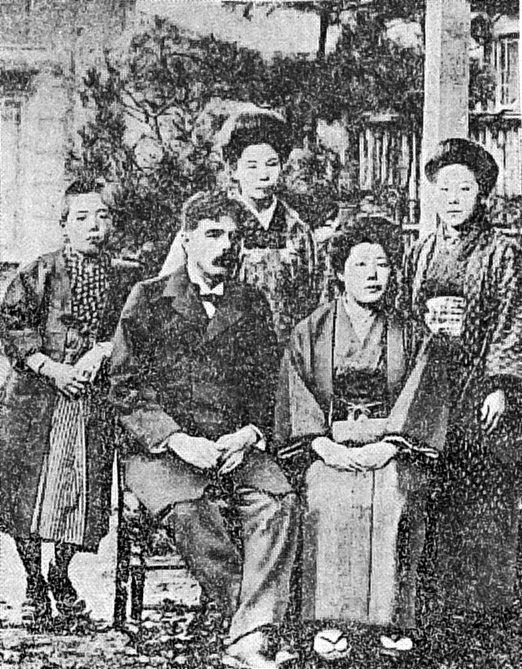
柏木の自宅前での内村家(1910年)

明治42年（1909年）秋には、第一高等学校の校長・新渡戸稲造のもとで読書会グループを形成していた学生たちが、新渡戸の推薦状をもって、内村の弟子に入門した。この一団は内村によって柏会と命名された。10月29日に第一回明の会合を行った。岩永裕吉、金井清、川西実三、黒崎幸吉、沢田廉三、膳桂之助、高木八尺、田中耕太郎、田島道治、塚本虎二、鶴見祐輔、前田多門、三谷隆正、森戸辰男、藤井武らがメンバーになった。柏会が結成された二年後の明治43年（1911年）秋に『聖書之研究』で、読者であれば誰でも聖書研究会に出席しても良いと広告された。そして、同年10月1日に矢内原忠雄と坂田祐らが出席した。矢内原は柏会に入し、坂田は南原繁と別の会を作り、明治45年（1912年）1月30日に、白雨会として発足した。

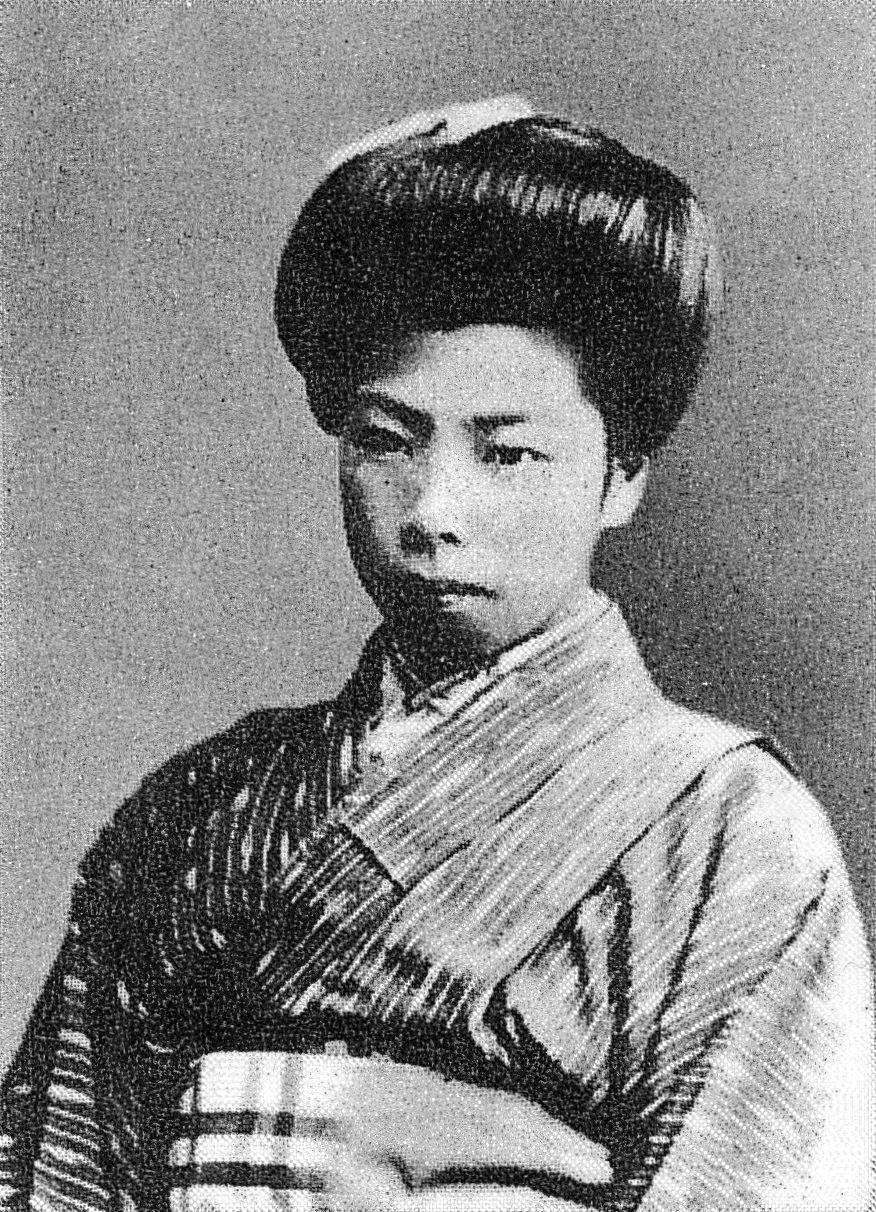
18歳で夭折した娘ルツ子(1912年)

明治44年（1911年）の春頃より、女学校を卒業した娘のルツ子が原因不明の病のために病床に就くことになった。東洋宣教会の教師・笹尾鉄三郎に信仰の導きを依頼した。内村は看病で聖書研究の準備ができなかった、その頃に『デンマルク国の話』が語られ、学生たちに感化を与えた。内村夫妻の不眠不休の看病にもかかわらず、明治45年（1912年）1月12日にルツ子は18歳で夭折した。

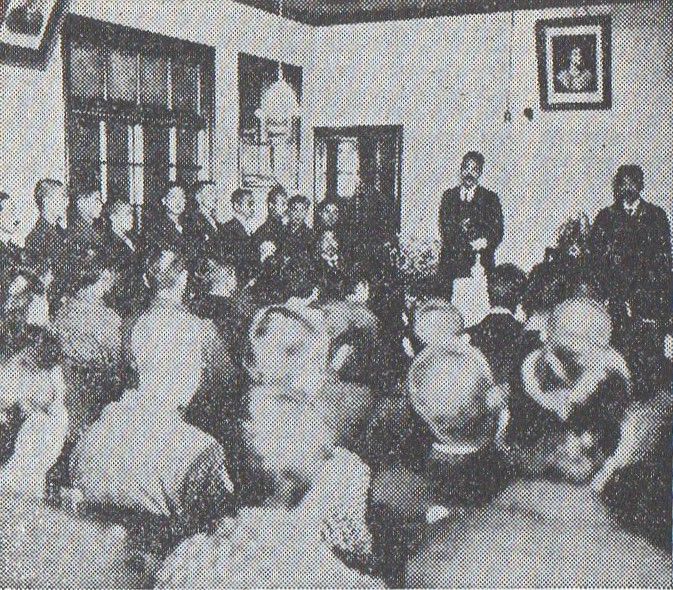
柏木の今井館聖書講堂での内村鑑三の講演(1914年)

柏会は大正5年（1916年）10月に解散して、藤井武、黒岩幸吉、塚本虎二、江原万里、金沢常雄、矢内原忠雄、三谷隆正、三谷隆信、前田多門らが、純信仰的集団のエマオ会を創設した。
これらの会は、大正7年（1918年）から内村が再臨運動を始めると発展解消して、同年9月15日に内村以下82名からなる柏木兄弟団になった。しかし、その4ヶ月後には、門下の医者によりサマリヤ会ができ、大正12年（1923年）12月には足洗会という愛の交わりの集会が生まれた。これは、内村の死後も続き戦後「霊交会」という名前になり長く続くことになる。

### 再臨運動時代

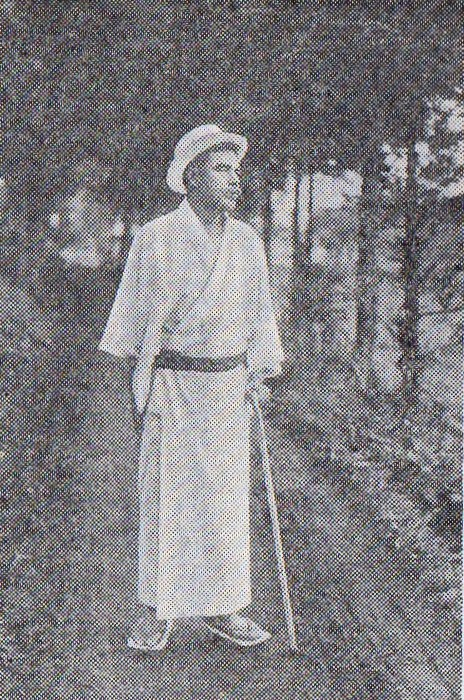
御殿場での内村鑑三(1917年8月)

明治45年（1912年）の娘ルツ子の病死とアメリカ在住のアメリカ人の友人ベルの手紙での感化によって、内村の再臨信仰は形成された。大正6年（1917年）に宗教改革四百年記念講演会が成功に終わったことに励まされ、無教会の特徴である閉鎖的な集会の方針を変えて、大々的な集会を開催する方針になった。大正7年（1918年）より再臨運動を開始した。内村は再臨信仰において一致できるならば誰とでも協力したが、その一人が日本ホーリネス教会の監督中田重治である。もともと中田の設立したホーリネス教会は、主要教理の四重の福音の一つとして再臨を強調していた。

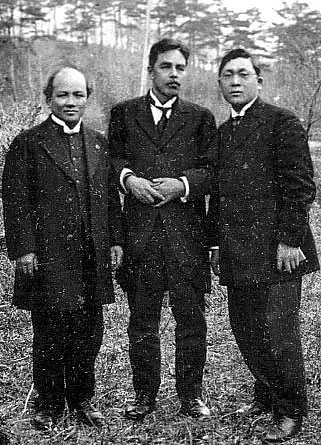
中田重治、木村清松らと再臨運動を始めた頃(1918年頃)

中田と内村は同じ柏木に住んでいた、それまで交流がなかったが、近所で発生した火災をきっかけに交流を持つようになる。互いに再臨信仰への使命も持っていることを知り、急速に接近して協力するようになった。それに、組合教会の巡回伝道者の木村清松と話し合い再臨運動を始めることになった。さらに、アメリカ留学から帰国したばかりの平出慶一、武本喜代蔵、自由メソジストの河辺貞吉、聖公会の藤本寿作らなどが加わり、超教派の運動として、再臨運動は展開された。運動は、当初東京や関西を中心に再臨講演会をもっていたが、後に北海道から岡山にまで及び、多くの聴衆が出席した。各地の教会に熱烈な信仰復興が起こり、キリスト教界に大きな影響を与えたが、大正8年（1919年）6月には海老名弾正らを中心に基督再臨反対演説会が開かれるなど、キリスト教会内部での反対運動も大きかった。キリスト教界に賛否両論の議論を生んだ運動は、明確な決着を見ずに、ほぼ2年で終息した。しかし、内村は生涯復活信仰を捨てなかった。

### 晩年
大正11年（1922年）10月世界伝道協賛会を創設して、世界の伝道事業に貢献する組織を作った。協賛会は毎月一回開かれて、世界の伝道のために祈り、献金が捧げられた。そして、同年暮れには、中国、台湾、南洋諸島の伝道を援助するために送金された。
大正12年（1923年）7月7日に、自分の後継者と期待していた元弟子の有島武郎が、人妻の波多野秋子と心中した。これを聞いた内村は『萬朝報』に「背教者としての有島武郎氏」という文章を載せた。死の原因を「コスミック・ソロー（宇宙の苦悶）」であるとのべ、激しい怒りを表明した。同年9月1日の関東大震災では長野県沓掛に滞在中で震災を逃れたが、2日に帰京した。内村の家族には被害がなかった。しかし、かれが心血を注いで福音を語った「霊的戦闘のアリーナ」であった衛生会講堂を失った。

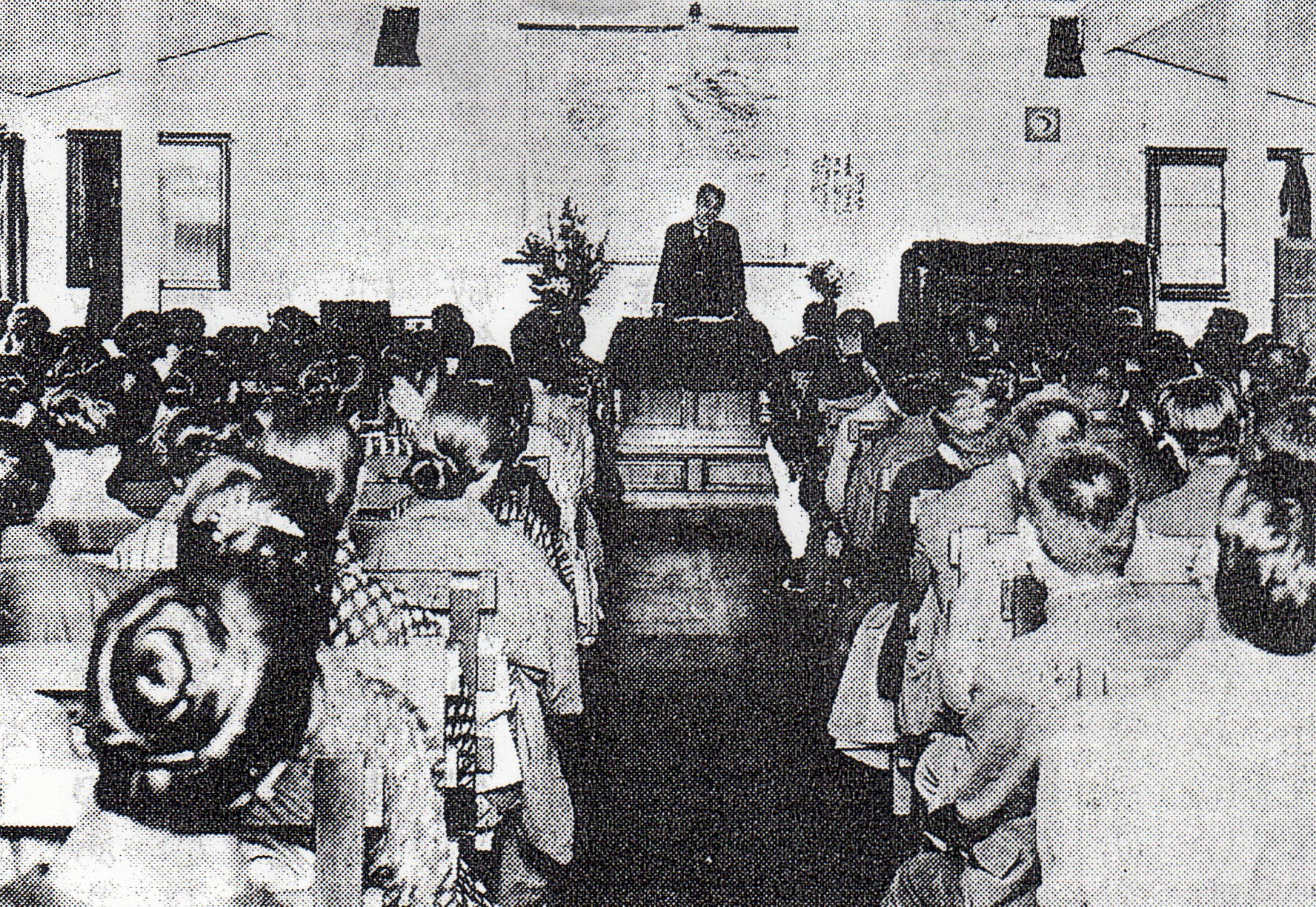
内村の聖書講演会(1924年6月15日)

大正13年（1924年）、同年に米国で可決された、排日法案に反対するために、絶交状態にあった徳富蘇峰と和解して、『国民新聞』に何度も排日反対の文を掲載した。また、植村正久や小崎弘道ら教会指導者と「対米問題」について議論を重ねた。

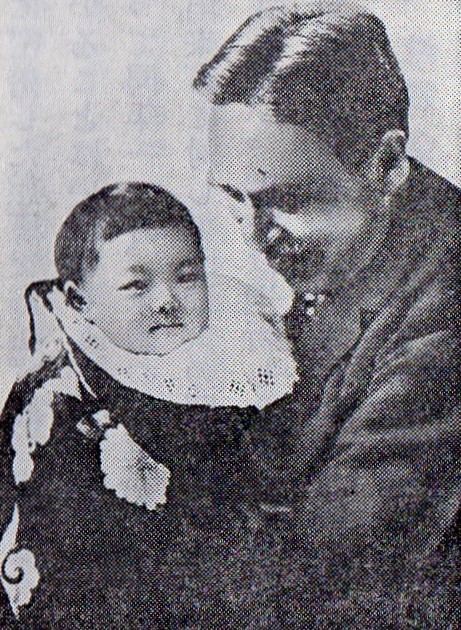
内村鑑三と孫の写真(1926年3月)

大正15年（1926年）には、内村聖書研究会からアルベルト・シュヴァイツァーに送金された。昭和2年（1927年）には、シュヴァイツァー後援会を設けて、事業を積極的に支援した。

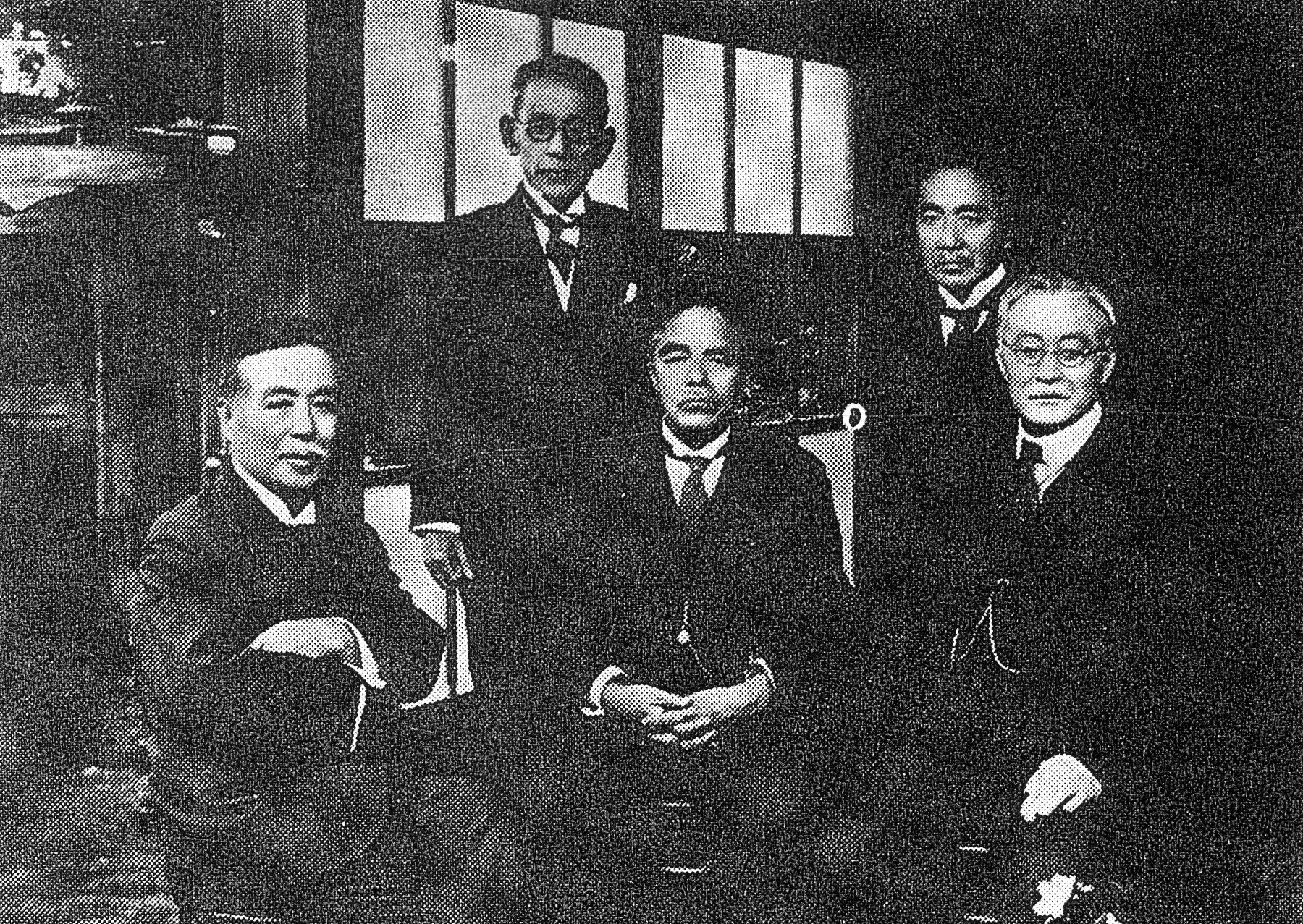
札幌農学校の仲間とハリスの墓参(1926年6月)

昭和3年（1928年）6月2日の受洗50周年記念に同期生の新渡戸稲造、広井勇、一期生の伊藤一隆、大島正健らと一緒に青山墓地のハリスの墓参りをした。同年7月から9月にかけて、北海道帝国大学の教授として札幌に赴任していた祐之一家と共に札幌伝道を行った。無牧になっていたメソジスト派の札幌独立キリスト教会で説教をし、伝道を助けた。
伝道を終了するにあたって同教会の教務顧問に就任した。この頃から内村は体調を崩し始めた。
内村の既存の教会に協力的な行動に対して反発した塚本虎二らと、無教会主義の考えにおいて対立するようになった。昭和4年（1929年）暮れに、塚本らとの対立は激化して、分離することになった。これが原因で、内村はさらに病状を悪化させた。最晩年に師事したのが、大塚久雄であった。

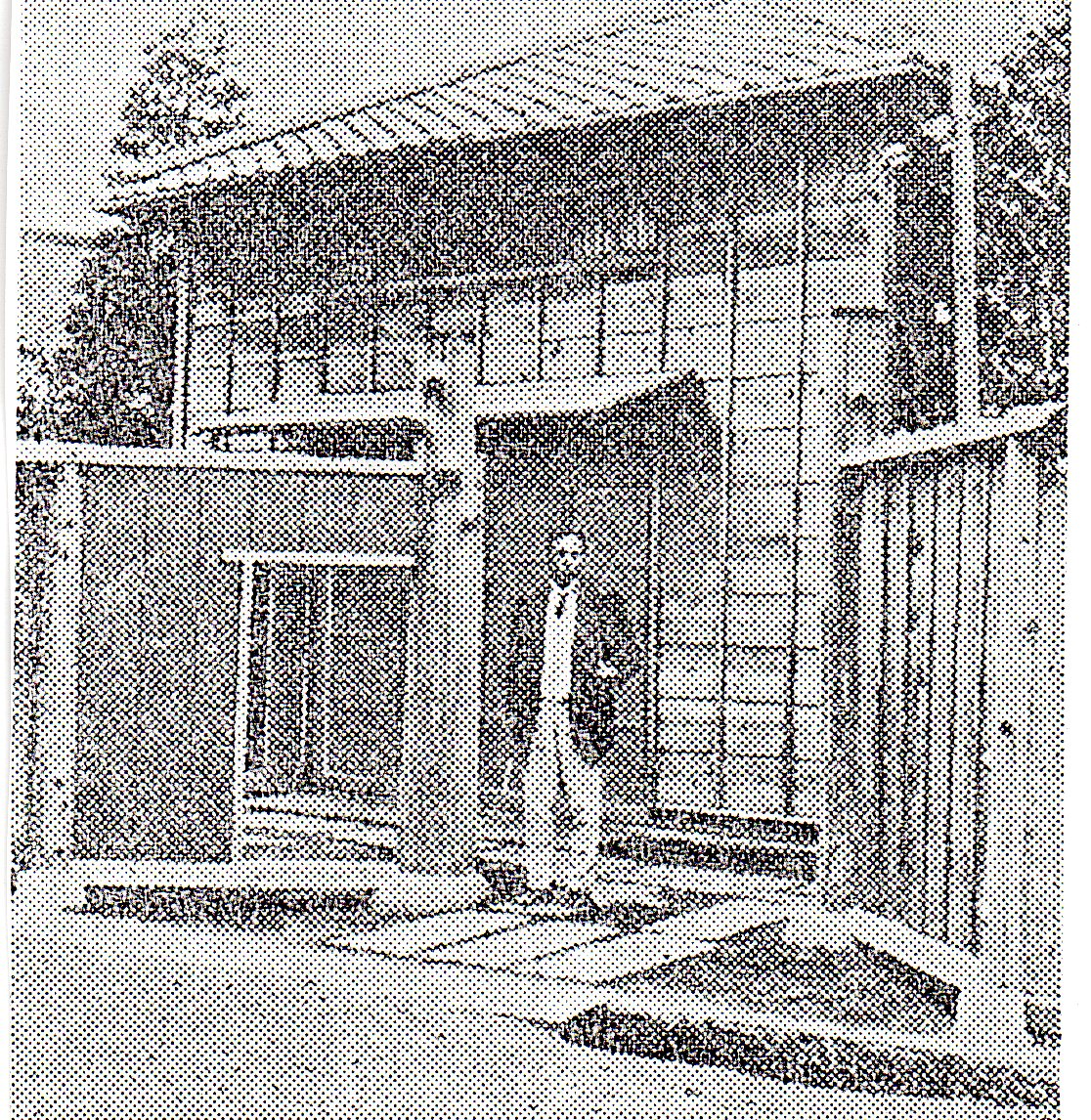
今井館の前に立つ晩年の内村鑑三

昭和5年（1930年）1月20日に、柏木の聖書講堂で「パウロの武士道」について述べたのが公の場に出た最後であった。3月26日の内村の古希感謝祝賀会には本人は出席できず、長男祐之が挨拶した。
3月27日、心臓発作を起こして病状が急変、3月28日朝に「非常に調和がとれて居るがこれでよいのか」との言葉を最後に昏睡状態に陥り、午前8時51分に家族に見守られて死去した。
3月30日、聖書研究会約500名により会員葬が営まれた。

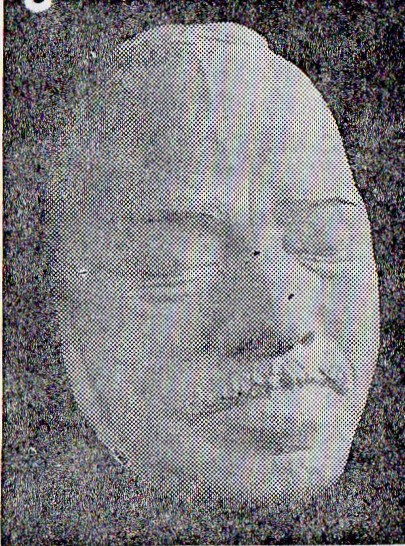
内村鑑三のデスマスク

4月6日に内村の遺言により、内村聖書研究会は解散式を行い、「聖書之研究」は第357号をもって廃刊になった。

## 年譜

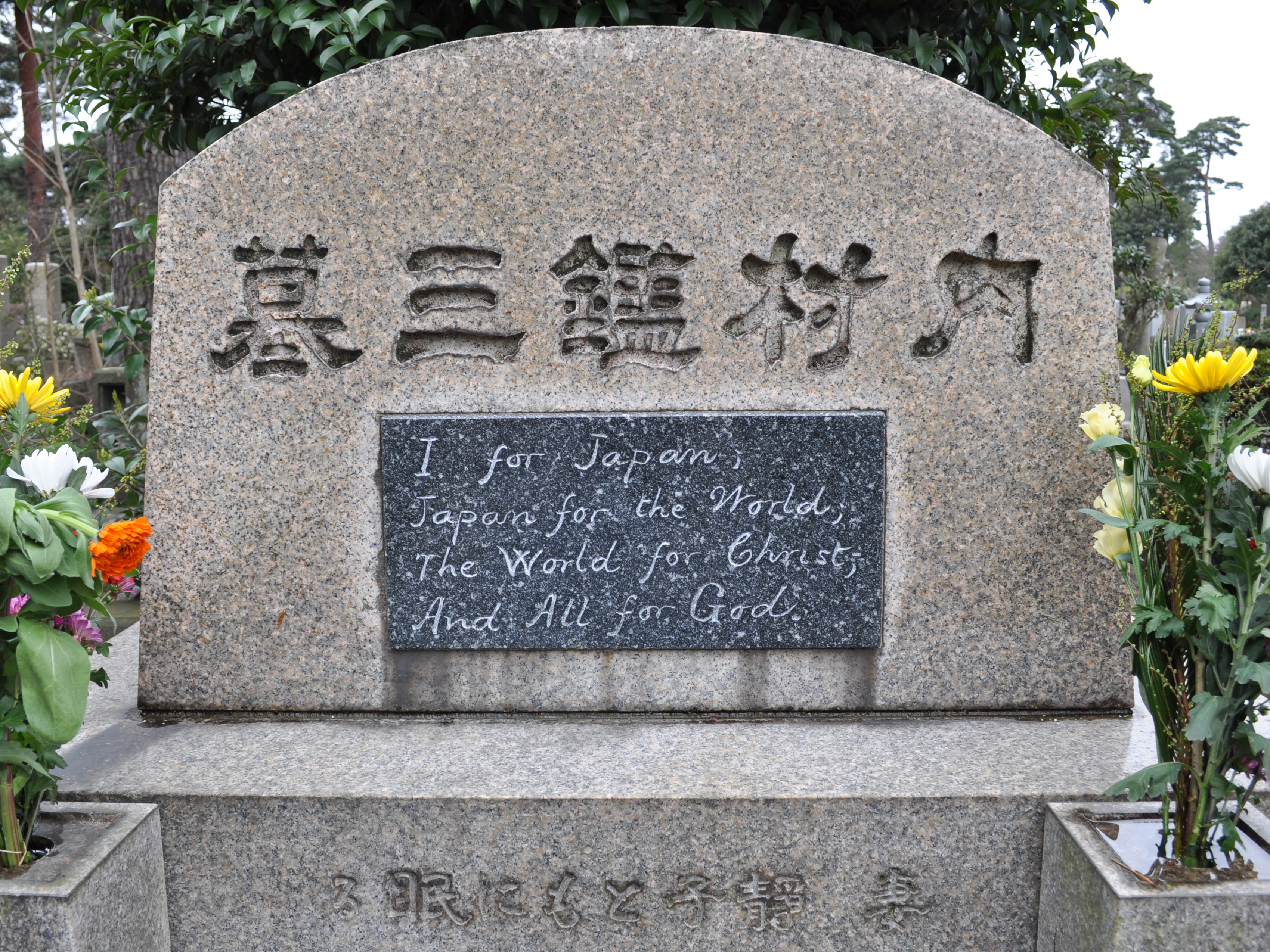
内村鑑三の墓。"I for Japan, Japan for the World, The World for Christ, And All for God." と刻まれている。

- 万延2年（1861年） - 上州高崎藩士内村宜之の長男として江戸に生まれる。
- 明治6年（1873年） - 東京の有馬学校入学
- 明治7年（1874年） - 東京外国語学校入学
- 明治10年（1877年） - 札幌農学校入学、「イエスを信ずる者の誓約」に署名
- 明治11年（1878年） - 受洗、洗礼名「ヨナタン」
- 明治14年（1881年） - 首席で農学校卒業、卒業演説「漁業も学術の一つなり」。開拓使御用掛となる。
- 明治15年（1882年） - 父・宜之受洗礼。札幌独立教会設立。
- 明治17年（1884年）
  - 3月28日、浅田タケと結婚（7ヶ月後破婚）。
  - 11月、渡米。
- 明治18年（1885年） - エルウィン白知院にて看護人として働く。新島襄の紹介によりマサチューセッツ州アマースト大学に入る。
- 明治19年（1886年） - 学長シーリーの人格と信仰の影響を受けて、キリストの贖罪の信仰を得る。
- 明治20年（1887年） - アマースト大学卒業。ハートフォード神学校入学。
- 明治21年（1888年） - ハートフォード神学校を退学し、帰国する。新潟の北越学館に赴任。12月に宣教師らと衝突して、辞職、帰京。
- 明治22年（1889年） - 東洋英和学校、東京水産伝習所、明治女学校に教える。
  - 7月31日、横浜加寿子と結婚。
- 明治23年（1890年） - 9月に第一高等中学校嘱託職員になる。
- 明治24年（1891年）
  - 1月9日、不敬事件。
  - 4月19日、妻加寿子が病死。
- 明治25年（1892年） - 大阪の泰西学館に赴任。
  - 12月23日、岡田シズと結婚
- 明治26年（1893年） - 著作活動を始める。処女作は『基督信徒のなぐさめ』。同書で「無教会」という言葉を初めて使った。泰西学館辞任。熊本英学校赴任。8月すぐに辞任して京都に住む。
- 明治30年（1897年） - 「万朝報」の英文欄主筆になる。
- 明治34年（1901年） - 「無教会」を創刊。黒岩涙香らと「理想団」を作り、社会改良運動を行う。9月に研成義塾で3日間の講演を行う。
- 明治35年（1902年） - 角筈聖書研究会を自宅で始める。
- 明治36年（1903年） - 日露非開戦論、戦争絶対反対論を「萬朝報」「聖書之研究」で発表。萬朝報客員を辞す。
- 明治40年（1907年）
  - 4月13日、父宜之が死去する。
  - 11月、角筈より柏木に移転
- 明治45年（1912年） - 長女ルツ子が病になり信仰の導きを笹尾鉄三郎に委ねる。1月12日ルツ子が死去する。ルツ子の死を通して復活信仰を得る。
- 大正7年（1918年） - 中田重治、木村清松らと共に、再臨運動を始める。
- 昭和5年（1930年） - 3月28日死去、遺言により「聖書之研究」は廃刊、内村鑑三聖書研究会解散。
- 昭和9年（1934年） - 親族・門下生らにより『追想集　内村鑑三先生』（鈴木俊郎編、岩波書店）が刊行。

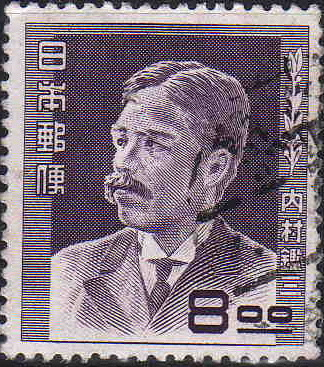
昭和26年（1951年）文化人切手

## 家族
- 祖父・内村長成 ‐ 高崎藩士
- 父・内村宜之（1833-1907） ‐ 高崎藩士、儒学者
- 母・ヤソ（八十子、1839-1904） ‐ 実家の大戸家は高崎藩の江戸詰め藩士で、本郷林町に広い地所と家作とをもつ裕福な家庭で、ヤソは文をよくし、短歌も嗜んだ。鑑三の最初の結婚に反対し不仲となる。晩年は病を得て失明し、精神障害もみられるとして鑑三によって精神病院に入所せらる。母に対するこの扱いを巡って弟妹と鑑三との間に確執が生まれる。[21][22]
- 弟・ 内村達三郎（1865-1934） ‐ 英文学者
- 次弟・内村道治（1871-1943） ‐ 小学校卒。長くアメリカで暮らし、帰国後英語教師となった。[23]
- 妹・木村宜子（1876-1945） ‐ 仙台の東北実業銀行支配人・木村康託の妻。1896年結婚。母の勧めで佐々木信綱の竹柏園に入門したこともあった。鑑三は弟たちとは生涯不仲であったが宜子とは比較的親しくしていた。[23][22]
- 三弟・内村順也（1880-1965）‐ 教員。1893年に開成中学校入学、1897年関西学院普通学部へ転入し1899年卒業、1900年陸軍東京砲兵工廠勤務、1903年福島県立福島中学校の英語と歴史の教師となる。父の死後、妻子を残して渡米し1919年末に帰国、関西学院中等部の英語教師となる。娘婿に和田洋一 (文学研究者)。[24]
- 妻・タケ（竹） ‐旧姓、浅田。上州安中出身、京都の同志社、横浜の共立女学校で学び、新島襄から受洗。1883年に安中教会で鑑三と出会い、翌年結婚するも、3部屋しかない狭い家に両親と弟妹4人と暮らす生活に耐えきれず、7か月で内村家を出奔。娘が生まれたことで復縁を望んだが鑑三に拒否され、1888年離婚。その後他家に嫁ぎ、息子娘を儲けた。[25][26]
  - 長女・日永ノブ（信子、1885-） ‐ 鑑三とタケの娘。鑑三が滞米中に母方伯父宅で生まれ、4歳で母とも別れ、祖母と伯父夫婦に育てられ、16歳で伯父の養子となる。女学校卒業後、1902年に鑑三と初対面し以来交流する。群馬県神川村万場の教員となり、30歳で同僚で桐生聖書集会主宰の日永初太郎と結婚、夫ともに伝道活動に励んだ。[27]
- 妻・かず（嘉寿子、-1891） ‐ 高崎藩士・横浜恕の娘で鑑三の幼馴染。1889年結婚。不敬事件の騒動による過労に加え、鑑三の流感に感染し、死別。甥に濱田成徳。[25][28]
- 妻・築山モト ‐ 1892年に結婚したとされるが詳細不明。[25]
- 妻・内村静子（1874-1945） ‐ 岡崎藩士・判事の岡田透の娘。1892年末に結婚。[25]
  - 二女・内村ルツ子（1894-1912）
  - 長男・内村祐之（1897-1980） ‐ 妻は内村美代子

## 著作

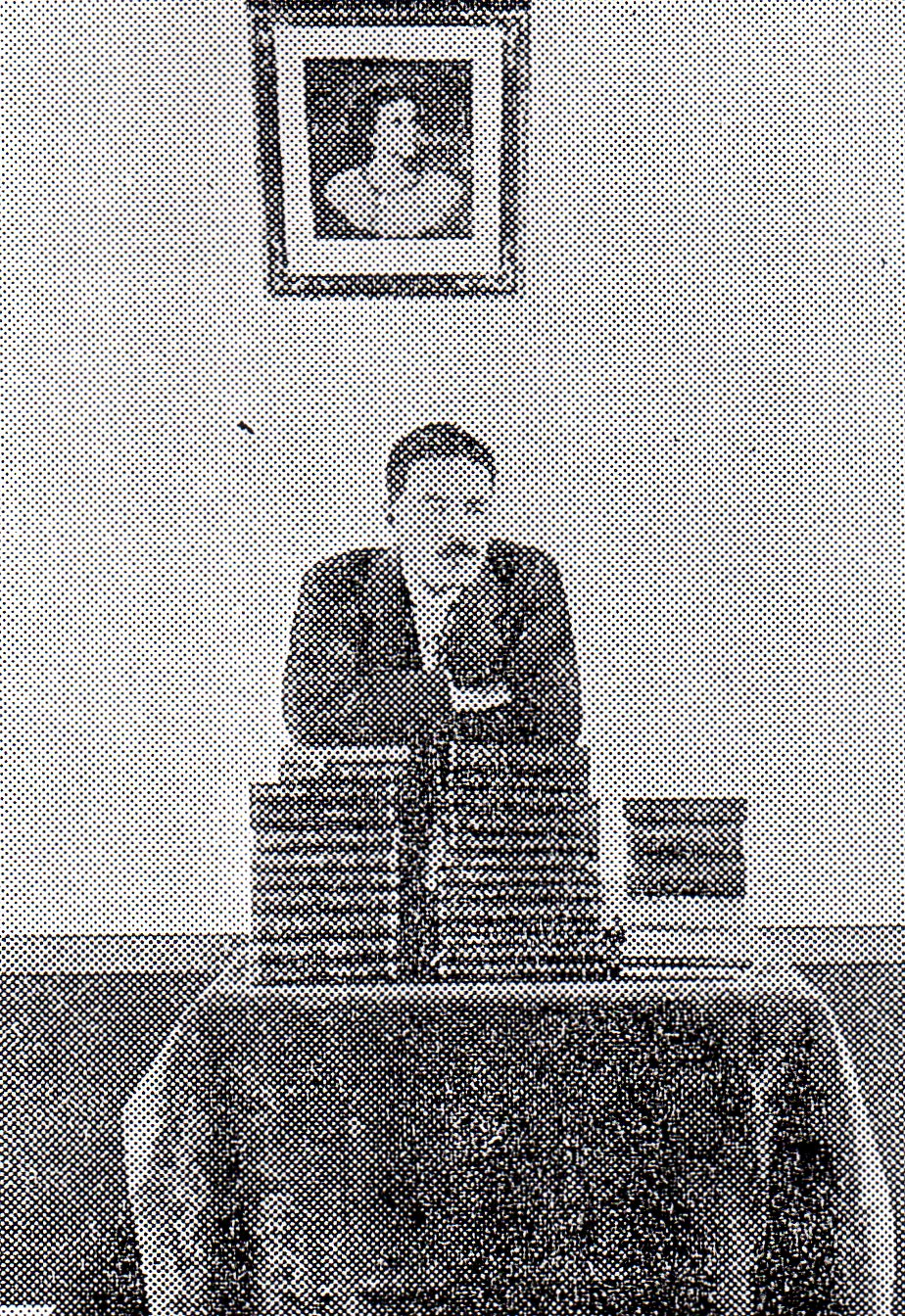
内村鑑三とその著作（1923年頃）

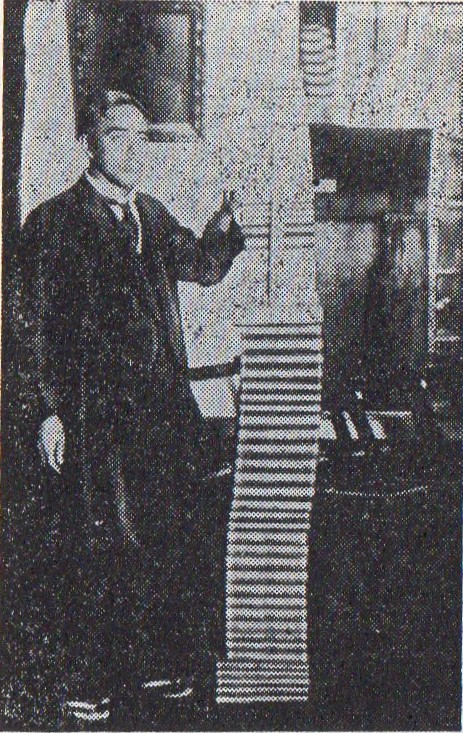
内村鑑三その著作と十字架（1925年7月）

- How I Became a Christian
  - 邦訳 『余は如何にして基督信徒となりし乎』（岩波文庫）ほか多数 ISBN 4003311922
- Representative Men of Japan（『代表的日本人』岩波文庫、のちワイド版）1908年 - Japan and Japanese（1894年）の改訂版
ヘルマン・ヘッセの父であるヨハネス・ヘッセは、上記『余は如何にして……』を1905年に、また本書を1908年に初めてドイツ語訳した人物として知られている。なおこの独訳本は、シュトゥットガルトのD.グンデルト社という出版社から刊行されたが、同社代表であったグンデルトはヨハネスの義兄弟にあたり、その息子のヴィルヘルム・グンデルトは1906年に内村を慕って来日し、のちにドイツの日本学に多大な貢献をもたらす研究者となったことが知られている[29]。
- 『基督信徒のなぐさめ』 - 1893年の内村鑑三の処女作。「無教会」という言葉が初めて使われた作品である。岩波文庫（1976年、改版2021年、ISBN 978-4003815137）。
- 『求安録』 - 警醒社・福音社（1893年8月）。岩波文庫（1939年、ISBN 4003311973）。
- 『地人論』 - 初め『地理学考』の書名で刊行（警醒社、1894年5月）。第2版（1897年2月）で『地人論』と改題[注 7]。岩波文庫（1942年、ISBN 4003311906）。
- 『後世への最大遺物』 - 1894年7月のキリスト教徒夏期学校での講演をまとめたもの。1897年、便利堂より刊行
- 『デンマルク国の話』 - 1911年の今井館での講演をまとめたもの。副題は「信仰と樹木とをもって国を救いし話」。同年の「聖書之研究」第136号に掲載
  - 『後世への最大遺物・デンマルク国の話』（岩波文庫、改版2011年、ISBN 4003311949）
- 『内村鑑三全集』全40巻[30]、岩波書店、1984年完結
- 『内村鑑三選集』全8巻[31]、岩波書店 1990年
- 『内村鑑三所感集』 鈴木俊郎編　岩波文庫
- 『キリスト教問答』 講談社学術文庫
- 『内村鑑三／岡倉天心』 新学社：近代浪漫派文庫、2004年
西郷隆盛（鈴木範久訳）、ダンテとゲーテ、余が非戦論者となりし由来、歓喜と希望、所感十年を収録。
- 『内村鑑三の伝道論 - なぜ宗教が必要なのか』新・教養の大陸シリーズ、幸福の科学出版、2016年3月発行、ISBN 978-4-86395-769-5。

「雑誌 聖書之研究」に掲載された論文をまとめたもの。『内村鑑三信仰著作全集17巻 伝道』教文館（全25巻）を参照。

### 人物

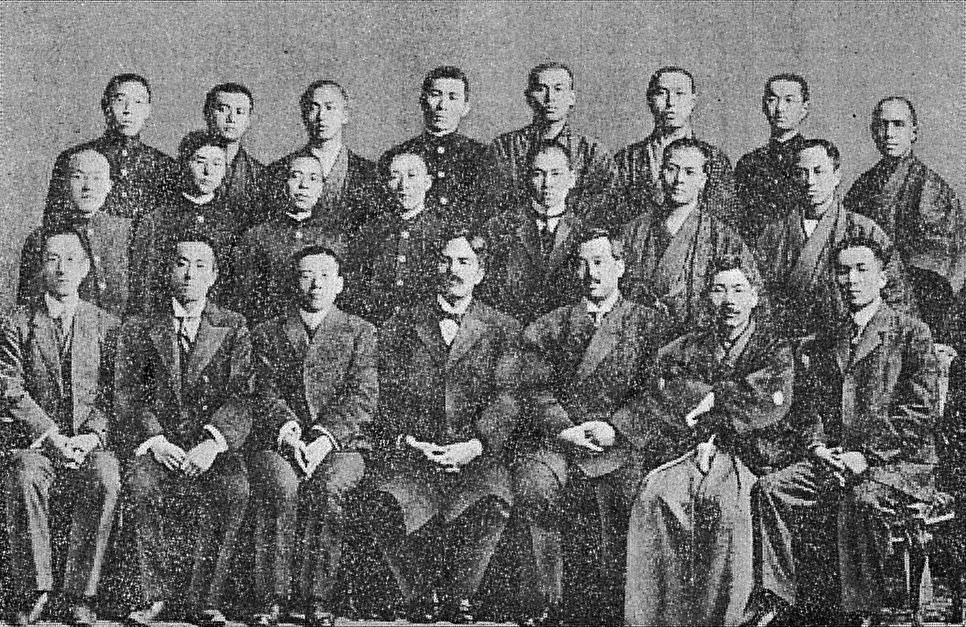
柏会の集合写真、前列中央が内村鑑三

- 内村美代子 - 内村祐之の妻。『余は如何にしてキリスト信徒となりしか』の翻訳（角川文庫）や、鑑三選集の編纂、『晩年の父内村鑑三』（教文館）の著作を行った。
- 内村祐之 -  内村鑑三の長男。精神科医、東京帝国大学医学部教授。第3代日本プロ野球コミッショナー。
- 小原信
- 亀井俊介
- 新渡戸稲造及び内村鑑三の門下生
- 正宗白鳥
- 山本一太 - 政治家、元参議院議員。遠い親戚にあたる[32]。
- 三浦政治 - 主に北海道で活動した教育者。明治40年頃から鑑三より教えを受けたという[33]。

### その他
- 良心的兵役拒否
- 石の教会・内村鑑三記念堂
- 普連土女学校 - 内村と新渡戸稲造の提言により設立された。
- 基督教独立学園高等学校 - 門下生の鈴木弼美らによって創設。
- 上毛かるた - 「こ」の札に「心の燈台　内村鑑三」として採録されている。